# Liste der Kinos im Berliner Bezirk Charlottenburg-Wilmersdorf
Die Liste der Kinos im Berliner Bezirk Charlottenburg-Wilmersdorf gibt eine Übersicht aller Kinos, die im Berliner Bezirk Charlottenburg-Wilmersdorf existiert haben oder noch existieren. In der Liste sind die Ortsteile entsprechend der Bezirksgrenzen seit der Reform 2001 beachtet. Nach der Verwaltungsnummer sortiert: Charlottenburg, Wilmersdorf, Schmargendorf, Grunewald, Westend, Halensee, wobei es in Charlottenburg-Nord keine Kinos gab. Die Liste wurde nach Angaben aus den Recherchen im Kino-Wiki aufgebaut und mit Zusammenhängen der Berliner Kinogeschichte aus weiteren historischen und aktuellen Bezügen verknüpft. Sie spiegelt den Stand der in Berlin jemals vorhanden gewesenen Filmvorführeinrichtungen als auch die Situation im Januar 2020 wider. Danach gibt es in Berlin 92 Spielstätten, was Platz eins in Deutschland bedeutet, gefolgt von München (38), Hamburg (28), Dresden (18) sowie Köln und Stuttgart (je 17). 
Gleichzeitig ist diese Zusammenstellung ein Teil der Listen aller Berliner Kinos und der Ortsteillisten.

## Einleitung
Die Verteilung von Kinos im Bezirk ergibt sich aus Besiedlungsgeschichte und Bevölkerungsverteilung. In den kinorelevanten Jahren ab 1910 gehörte der Bereich um den Kurfürstendamm („City West“) zum Kernbereich Berlins und war bei der Ansiedlung früher „Kintöppe“ und der großen Lichtspieltheater für die Investoren und Inhaber interessanter als die zentrumsferneren Ortsteile. So entstand „die Kinomeile Berlins um den Kurfürstendamm“ () als zentraler Standort mit dichterer Anordnung. Auch das Berlinale-Festival fand nach den Anfangsjahren im Steglitzer Titaniapalast hier den Ausgangspunkt. Im Bezirk wurden – wie für Berlin weithin – aus vielen geschlossenen Kinos in der Kinokrise der 1960er Jahre Supermärkte.
Eine Vollständigkeit der Liste ist nicht zu garantieren. In den 1910er Jahren boomte der Bedarf an Kintöppen und oft genügte ein Vorführapparat in einem Gastraum. Mitunter ist auch das Nachverfolgen zu den älteren Kinos erschwert, da die Inhaber und Betreiber auch Kaufleute, Gastwirte und Hausbesitzer waren. Besonders in der Frühzeit wurde mitunter die Ehefrau aus steuerrechtlichen Gründen als Kinoinhaberin eingesetzt.

## Übersicht im Bezirk
Die Aufstellungen von Kinos im (Groß-)Bezirk wurden nach den Ortsteilgrenzen entsprechend der Bezirksreform von 2001 aufgeteilt. So orientieren sich diese Listen noch an den beiden Alt-Bezirken Charlottenburg und Wilmersdorf. Die 66 Kinos des Ortsteils Charlottenburg wurden in eine gesonderte Charlottenburger Liste aufgenommen. Daher werden historische Strukturen hier innerhalb des Artikels erwähnt, jedoch nicht separat zum Bezirk strukturiert. Für Wilmersdorf waren 23 Kinos, für Schmargendorf fünf Kinos sowie eines in Grunewald und je sechs in Westend sowie Halensee recherchiert worden.
Die zwölf Kinos der Ortsteile Grunewald, Halensee, Schmargendorf sind in einer nach Ortsteilen sortierbaren Gesamtliste zusammengefasst. Die 23 Kinos des Ortsteils Wilmersdorf sind in der Liste der Kinos in Berlin-Wilmersdorf zusammengefasst.

### Kinos im Altbezirk Charlottenburg
Im Ortsteil Charlottenburg-Nord bestanden niemals Kinos. Sechs Kinos in Westend sind in der anschließenden Westend-Liste aufgenommen.
Im Bezirk Charlottenburg-Wilmersdorf bilden die 66 Kinos im Ortsteil Charlottenburg den weitaus größten Anteil. Dies spiegelt sich darin wider, dass von den aktiven Kinos in Berlin die folgenden sechs Spielstätten im Ortsteil liegen:
- Astor Filmlounge, seit 1948
- Cinema Paris, seit 1950
- Delphi-Filmpalast am Zoo, seit 1949
- Filmkunst 66, seit 1951
- Kant Kino, seit 1905
- Zoo Palast, seit 1957

### Kinos des Altbezirks Wilmersdorf
Wilmersdorf entwickelte sich ab 1886 mit dem ersten Bebauungsplan von einer ländlichen Gemeinde zum vornehmen Wohnbezirk. Damit einher ging der Bau „hochherrschaftlicher“ Wohnhäuser für zahlungskräftige Bewohner aus ganz Berlin. Im damaligen Vergnügungsviertel um den Wilmersdorfer See gab es um 1910 laut „Wilmersdorfer Zeitung“ bereits drei Kinematographentheater mit zusammen 600 Plätzen. „Eine ganze Anzahl von Kinos allergrössten Stils befindet sich zurzeit noch im Bau: in der Friedrichstrasse, am Kurfürstendamm, in Wilmersdorf. Im Westen entsteht nächstens sogar ein grossartiges Rangtheater, das nur kinematographischen Vorführungen dienen soll.“ ()
Entsprechend der fortschreitenden Bebauung entstanden die ersten Kinos im Bereich des Dorfkerns in der Berliner-, Uhland- und Blissestraße vorwiegend als Ladenkinos oder wie im Falle der Amor Lichtspiele mit angefügtem Kinosaal. Der erste eigenständige Kinobau entstand 1913 in der Berliner-Straße mit dem Wittelsbach-Palast. 1926 entstand durch Friedrich Lipp das Großkino Atrium mit mehr als tausend Sitzplätzen und aufwendiger Gestaltung, das auch Besucher aus ganz Berlin anlockte. Schließlich folgt 1927 noch das Universum im WOGA-Komplex am Kurfürstendamm von Erich Mendelsohn, das die Reihe der Kurfürstendamm-Kinos abschließt. Am oberen Ende des Kurfürstendamms, in Halensee knüpfen die Rote Mühle und das Rivoli an die Tradition der Ausflugslokale und des nahe gelegenen Lunaparks an.
Um die vielen im Krieg zerstörten Kinos zu ersetzen, entstehen in den umliegenden Ortsteilen Behelfskinos wie das Pax in der Aula des Hildegard-Wegscheider-Gymnasiums. Als einziger Neubau entstehen 1956 die Melodie Lichtspiele am Roseneck in Schmargendorf. Die einzigen überlebenden Kinos sind das Bundesplatz-Studio am Bundesplatz und die Eva Lichtspiele in der Blissestraße. Das Graffiti in der Pariser Straße schloss als letztes Off-Kino 1996 seine Tore.

## Kinoliste von Wilmersdorf
| Name/Lage | Adresse                             | Bestand     | Beschreibung |
| --- | ----------------------------------- | ----------- | --- |
| Amor-Lichtspiele ---- Neue Lichtspiele (Lage)                                                                               | Wilmersdorf Uhlandstraße 81         | 1911–1943   | Auf dem Doppelgrundstück Uhlandstraße 81/82 betrieb der Kreistaxator sein technisches Büro und 1911 wurden zwei Neubauten errichtet. Im Nachbarhaus 83/84 war 1910 der Kinematographenbesitzer Julius Umlauf als Berliner Neubürger (im Einwohnerteil vorher nicht eingetragen) im Erdgeschoss eingezogen. 1911 wurde auf dem vorher unbebauten Grundstück Uhlandstraße 80 ein Neubau der Gebrüder Wohlfahrt errichtet. Vom Bildhauer Otto Wohlfahrt (Wilmersdorf, Mannheimer Straße 30) folgte ein Bau auf dem Teilgrundstück Nr. 81 des vorherigen Doppelgrundstücks 81/82. Ursprünglich waren in 81 Ladengeschäfte vorgesehen. Nachdem das Nachbargrundstück einbezogen und die Brandmauer (zwischen 80 und 81) durchbrochen wurde, konnte ein seitlich aus dem Gebäude heraustretender Theatersaal erbaut werden. In diesem wurden am 11. November 1911 die „Neuen Lichtspiele“ eröffnet. Die Leinwand am Ende des ebenerdigen Zuschauerraums lag in drei Meter Höhe, die Projektion erfolgte darüber hinweg. Josef Umlauf (Kinematographische Vorstellungen) zog 1912 in die Mannheimer Straße 43. Die Nutzung des Kino-/ Theatersaals in der Uhlandstraße 81 bleibt bis zur Benennung als „Amor“ nicht eindeutig belegt, bei den Gewerbetreibenden ist weder die Adresse noch ein Besitzer unter kinematographische Vorstellungen genannt. Jedoch zog Otto Wohlfarth mit seiner Bildhauerwerkstatt nach Neukölln auf das Grundstück auf dem seit 1913 ein Lichtspielhaus bestand. Ab 1915 führt Fritz Wohlfahrt aus der Erlanger Straße 12 in Neukölln Hermannstraße 49 das Vorgängerkino des 1925 neu erbauten Palast-Kino Stern (Ufa im Stern). Nicht Josef Umlauf als Kinematographenbesitzer, sondern 1913 ist Conrad Umlauf (Buchbinder, Kinobesitzer) in Neukölln, Hermannstraße 55 aufgenommen. 1913 ist in W 50 Neue Ansbacher Straße 14 im Gartenhaus Fritz Staar als Cafetier benannt. Ab 1914 ist Fritz Staar als Lichtspieltheaterbesitzer mit einer Wohnung in der Lauenburger Straße 4 im I. Stock (das Wohnhaus steht Ecke Uhlandstraße 106) eingetragen. Im Kinoadressbuch ist für 1917 der Name „Amor-Lichtspiele“ zur Uhlandstraße 81 aufgenommen, der Lichtspieltheaterbesitzer Wilhelm Gentes wohnt im Haus, der andere Teilhaber Kinobesitzer Fritz Staar (mit der Anmerkung im Adressbuch: „s. Gentes und Staar“) wohnt noch Lauenburger Straße 4. Die „Amor-Lichtspiele“ hatten 365 bis 400 Plätze, es gab täglich Vorführungen und Programmwechsel am Freitag und Dienstag, für die Zuschauerkapazität von 400 Plätzen sind fünf Kinomusiker eingesetzt. Mindestens ab 1924 betreibt Fritz Staar die Lichtspiele zeitweise als alleiniger Teilhaber. 1927 ist die National-Film-Theater GmbH für das Amor und andere Berliner Groß-Kinos vorübergehend als Kinoinhaber. Fritz Staar hat die Direktion für das Amor. 1928 ist Joachim Kühns und um 1930 ist Max Wehner der Geschäftsführer von Fritz Staar („Filmtheaterbetriebe Fritz Staar“). Im Jahr 1930 wurde nur an drei bis vier Tagen der Woche vor 375 Plätzen gespielt. 1930 erfolgte in den Amor-Lichtspielen der Einbau der Tonfilmeinrichtung von Klangfilm. 1933 erfolgte ein Umbau im Eingangsbereich mit Schriftzug und Neonbeleuchtung. Der Zugang erfolgte weiterhin von der Uhlandstraße durch einen Vorraum mit Kasse und das Vestibül. Die Bestuhlung im Saal erhöhte sich auf 421 durch Umbau der rückwärtigen Reihen. 1938 wurde Herbert Zakogowski, 1938/1940 war Heinz Splawski und ab 1941 wurde Robert Bauch Geschäftsführer von Fritz Staar. Das Gebäude und der Kinosaal wurde bei den Luftangriffen 1943 zerstört. Die Zerstörungen liegen in einem 100 Meter breiten Streifen in ost-/westlicher Orientierung über Holsteinische / Uhland- / Pfalzburger Straße Richtung AOK-Krankenhaus. Schwer betroffen waren Uhlandstraße 80, 81 und 82 und die gegenüberliegenden 120, 121, 122. Auf der beräumten Ruinenfläche wurde in den 1950er Jahren der sechsgeschossige Lückenbau Uhlandstraße 80/81 als Wohn- und Geschäftshaus aufgebaut, das Wohnhaus 82 folgte zu Beginn der 1960er Jahre. Die an beiden Seiten anschließenden Häuser sind (teilweise sanierte) Altbauhäuser der 1910er/1920er Jahre. Vom Gebäude des Lichtspielhauses oder Kinosaales sind keine Überbleibsel erhalten. |
| Arkadia-Lichtspiele --- Beba-Lichtspiele (Lage)                                                                             | Wilmersdorf Berliner Straße 163/164 | 1909–1966   | Das Grundstück Berliner Straße 163/164 befindet sich an deren Südseite Ecke Babelsberger Straße 52, gegenüber Einmündung der Jenaer Straße. Die Tradition des Kinos wird auf das Kinematographentheater von Eduard Luft aus dem Jahre 1909 zurückgeführt, der in N20 in der Badstraße wohnte. Eduard Luft betrieb seit 1907 bis wenigstens 1915 ein Kinematographentheater in der Potsdamer Straße (Ortrud Wagner-Theater). Zudem besaß er weitere Kino-Standorte. Das Haus Babelsberger Straße 48 wurde erst 1910 erbaut. Das Grundstück Babelsberger Straße 52 / Berliner Straße 163/164 war Sitz des Bildhauers R. Schirmer mit seiner Werkstatt, der Neubau kam 1913 hinzu. Hinter der Berliner Straße 165 (Ecke Grunewaldstraße) lag schon die Schöneberger Feldmark. 1911 hatte Eduard Luft seine Wohnung nach Schöneberg Eisenacher Straße 52 verlegt, betrieb dennoch das Theater in der Potsdamer Straße. Wohl auch den Standort Babelsberger Straße 43, Fritz Staar nannte für das Kino-Adressbuch 1909 als Gründungsjahr der Arkadia-Lichtspiele. 1912 wurde das Doppelwohnhaus Babelsberger Straße 52 (eingeschlossen Berliner Straße 163/164) von Bildhauer R. Schirmer aus Berlin erbaut, der zuvor seine Werkstatt hier hatte. Eduard Luft wurde mit Kino und Wohnung in Schöneberg ansässig. Eine Kino-Nutzung des Hauses Babelsberger/Berliner Straße erfolgte in den Kriegsjahren wohl nicht, zumal in der Berliner Straße 165 die „Lichtspiele Wittelsbach GmbH“ den Sitz hatte, die allerdings ab 1918 vorerst in Liquidation stand. Ab 1917 wohnte der Kaufmann Herbert Polke in Wilmersdorf. 1918 besaß Polke eine Maschinenfabrik in Kreuzberg, im Folgejahr war die Herbert Polke GmbH als Stahlwarenfabrik aufgenommen, im 1918 neu geschaffenen Grundstück 5a. Herbert Polke eröffnete 1919 in der Berliner/ Babelsberger Straße 52 die „Beba-Lichtspiele“, der Kaufmann und Fabrikant Polke wohnte Badensche Straße 13 I. Stock, seit 1922 im II. Stock. Das Kino besaß 227 Plätze und tägliche Vorstellungen mit zwei Wechseln des Programms je Woche. In der Babelsberger Straße 52 war 1920 die „Konverta“ Metallwarenfabrik und Apparatebau GmbH ansässig, als Abteilung der Kunststein-Industrie W. Henker & Co. in Neukölln vorhanden. Ab 1921 wurden für das Kino 180 Plätze angegeben. Im Mietshaus Babelsberger Straße 52 der Grundstücks-Verwertungs Ges. gab es 14 Mieter, wobei das Grundstück 163/164 zwar genannt war, aber keine Bewohner/Mieter hat. Die „Be-Ba Lichtspiele“ betrieb der Kaufmann Herbert Polke, der sich nach 1925 als Direktor im Adressbuch eintrug, bis 1929. Dabei war Fritz Staar, Lichtspiele, bereits 1928 für die Babelsberger Straße 52 einer von 18 Mietern. 1929 ist die „Herbert Polke Beba Film und Bühnenschau“ (im Groß-Kino Beba-Palast Atrium) mit Sitz Badensche Straße 13 aufgenommen, während in der Babelsberger Straße 52 bereits die Arkadia-Lichtspiele eingetragen waren. Herbert Polke ist 1927/28 mit den Be-Ba-Lichtspielen Kaiserplatz 14, 200 Plätze. Direktor Herbert Polke ist Kinobesitzer des 250 Meter entfernten und 1926 neu erbauten Kinos Beba-Palast Atrium in der Kaiserallee 178 / Berliner Straße 155 mit Bühne und 2500 Plätzen. Der kleine mit 180 Plätzen angegebene Kinosaal des „Be-Ba“ wurde bereits von Polke 1927 auf 300 Plätze erweitert und in diesem Bauzustand und Größe von Fritz Staar als Inhaber übernommen. Während der Kaufmann Polke „seinen“ Namen „BeBa“ zum Groß-Kino „Atrium“ mitnahm, nutzte Staar für seinen Kinobetrieb den Namen „Arkadia“. Bemerkenswert unter den Bewohnern der Babelsberger Straße 52 ist die Schauspielerin Helene Weigel-Brecht. Herbert Polke und seine Ehefrau Gertrud Polke (geborene Rothgiesser) wurden am 13. Januar 1942 nach Riga deportiert. Herbert wurde im Dezember 1942 dort im Holocaust ermordet, Gertrud noch in das KZ Stutthof deportiert und überlebte, sie starb am 6. Juni 1986 in Berlin. Zur Erinnerung an die beiden wurden am 7. Juli 2008 für Herbert und am 19. März 2014 für Gertrud an ihrer letzten Wohnadresse, der Stierstraße 19 in Berlin-Friedenau, zwei Stolpersteine verlegt. Die „Arkadia-Lichtspiele“ existierten bis in die 1960er Jahre unter der Führung der Berliner Kinofamilie Staar. Im Reichs-Kino Adressbuch 1930 ist Fritz Staar als Inhaber und Friedrich Kessel als Geschäftsführer des Kinos aufgenommen. Es besaß 379 Plätze und sechs Kinomusiker begleiteten die Filme, nachdem es noch 1929 und auch 1931 wieder jeden Tag Vorführungen von Filmen gab, waren für 1930 drei bis vier Spieltage eingetragen. Als Beginn des Kinostandorts Berliner Straße 163/164 gab Staar 1909 an, ab Adressbuch 1937 gab er jedoch 1920 vor. Ab 1931 war eine Tonfilmeinrichtung von Klangfilm vorhanden, die Anzahl der Plätze stieg auf 400. Bis 1940 ist Hugo Michaelis und ab 1941 Walter Lüdke der Geschäftsführer der Arkadia-Lichtspiele, die ab Mitte der 1930er Jahre mit 380 Plätzen ausgewiesen sind. Zwei Häuser weiter in Berliner Straße 166 besaß Staar gleichfalls den Wittelsbach-Palast. Die Straßenecke Berliner/Babelsberger Straße mit dem Kinostandort blieb von Kriegsschäden verschont, Fritz Staar blieb über das Kriegsende 1945 hinaus der Inhaber dieses und weiterer Kinos. Vorübergehend wurde das Kino von der Theaterverwaltung der US-Truppen übernommen, wurde allerdings an die Fritz Staar Theaterbetriebe (die schon vor dem Krieg acht Theater leiteten) spätestens bis 1949 zurückgegeben. Staar als Besitzer und Geschäftsführer baute das Kino 1950/1951 mit geräumigen Foyer, einer Wandtäfelung aus Limba-Holz und Hochpolstersitzen um. „1951: Eröffnung Arkadia-Lichtspiele, Berlin-Wilmersdorf, Inhaber Fritz Staar, Umgestaltung und Renovierung durch die Architekten Kurfiss und Siebenrock.“ () Im Arkadia erfolgten 22 Vorstellungen je Woche bei täglichem Betrieb für 379 Zuschauerplätze. Die Filmvorführung wurde mit einem Ernemann VIIB-Apparat, Verstärker Europa-Junior von Klarton und einer Dia-Einrichtung mit Ton erledigt. „Fritz Staar reiht sich in den Kreis der Senioren der deutschen Filmtheater-Besitzer ein. Er vollendete am 16. Mai das 75. Lebensjahr. Seit 43 Jahren ist er in der Branche unermüdlich tätig. Fritz Staars Liebe zu Berlin und sein Glaube an die Existenz der umkämpften Stadt können kaum stärker dokumentiert werden als durch die Tatsache, daß er nach dem Verlust des größten Teils seines Theaterparks wieder in Berlin seine Arbeit aufnahm. Die Arkadia-Lichtspiele sind ein Schmuckkästchen, die Meraner-Lichtspiele konnten zurückerworben werden, und am 1. Mai dieses Jahres kamen die Lumina-Lichtspiele in Schlachtensee hinzu. Wir wissen von dem Vertrauen und der Achtung, die Fritz Staar von seinen Kollegen und Mitarbeitern entgegengebracht werden. Wir wünschen dem Pionier der Theaterbranche ehrlichen Herzens alles Gute.“ () Spätestens ab 1953 bis zur Schließung führte Elisabeth Albrecht die Geschäfte, für 1956 wurde H. J. Bleck benannt. Ab 1957 wurden neben der Ernemann-Projektionsmaschine bei nunmehr 21 Vorstellungen Uniphon-Verstärker und Lautsprecher von Klangfilm „Gloria-Komb“ eingetragen, die Hochpolster-Bestuhlung kam von Bähre. Nach Wegfall von Fritz Staar wurde ab 1957 Eva Staar Besitzerin der „Filmtheaterbetriebe Fritz Staar“. Im Kino-Adressbuch wurde keine Umstellung auf die Breitwand-Technik verzeichnet. Der Kinobetrieb endete 1966. In der weiteren Nutzung der Kinoräume folgte ein Supermarkt. Das 2014 sanierte Altbau-Eckhaus Berliner/Babelsberger Straße ist ein fünfgeschossiges Wohn-/ Geschäftshaus im Erdgeschoss mit Geschäftsräumen der Handelseinrichtung (Plus, 2009 Netto, seit 2013 Bio-Company) und Dachgeschoss, Etagenwohnungen. wofür wesentliche Kinoelemente beseitigt worden waren. „Wie man auf dem Bild sieht, erinnert [2000] nichts mehr an die Filmtheater-Vergangenheit.“ Der Discounter in der Babelsberger Straße 52 wurde 2013 vom Bio-Supermarkt abgelöst. „Dabei zog die Filiale in die Räume eines ehemaligen Discounters und baute diesen stark um. Bei den Bauarbeiten traten auch die Fragmente eines ehemaligen Kinos hervor, denn von 1920 bis in die 1960er Jahre logierten hier die ‚Arkadia Lichtspiele‘. Ein wieder entdecktes, altes Deckenornament konnte in Detailarbeit restauriert werden. Viel Arbeit für die Handwerker und Architekten: teilweise wurde die Ursprungsform des Foyers neu ‚herausgeschält‘ und wieder große bis zum Boden gehende Schaufenster eingesetzt. Ein wieder entdecktes, altes Deckenornament konnte das Team in liebevoller Detailarbeit restaurieren. Eine bauliche Herausforderung war auch der ehemalige Kino-Eingang, der zurück an die Ecke versetzt wurde.“ () |
| Astoria-Lichtspiele ---- Metropol-Lichtspiele Uhland-Lichtspiele Charles Willy Kayser Kammer-Lichtspiele (Lage)             | Wilmersdorf Uhlandstraße 75         | 1910–1945   | Der langgestreckte Kinoraum der „Metropol-Lichtspiele“ entstand 1912 durch Umbau eines Ladengeschäftes. Als Jahr der Kinogründung ist im Kinoadressbuch auch 1909 angegeben, ein geeigneter Bezug im Berliner Adressbuch besteht nicht. Nach den Einträgen im Kinoadressbuch ab 1920 mit dem Jahr 1910 kann davon ausgegangen werden, dass das Ladenkino seit 1910 bestanden hatte. Im Berliner Adressbuch ist unter den Wilmersdorfer Gewerbetreibenden F. Zadrafil mit kinematographischen Vorstellungen für 1913 und 1914 verzeichnet. Für das Folgejahr wurden wiederum 18 Mieter eingetragen unter denen Zadrafil fehlt. Im Einwohnerteil 1916/3364 ist dagegen der Zeichner Franz Zadrafil mit der Adresse W30 Neue Winterfeldtstraße 34 Hinterhaus notiert. Das Kino-Adressbuch gibt für 1918 Frau Elise Cohn aus Friedenau als Inhaberin der Metropol-Lichtspiele mit 150 Plätzen für die Uhlandstraße an. Kurt Wagner war 1920 Inhaber der „Uhland-Lichtspiele“, für die er täglichen Spielbetrieb bei 145 amtlich belegten Plätzen angab. Bereits im Nachtrag zu 1920 ist W. Gerdsmann (mit seiner Eröffnung 1920) als Inhaber des Astoria-Lichtspiel-Theaters aufgeführt: tägliche Vorstellungen bei 180 Plätzen. Der Besitzer für das Astoria-Theater (Güntzelecke) wechselte 1921 nochmals bis 1927 zu Alphons Müller. Der Schauspieler Charles Willy Kayser war wenigstens 1928 Inhaber/Teilhaber für das Kino in der Uhlandstraße 75, das mit diesem Namen eines populären Berliner Schauspielers als „Charles Willy Kayser Kammer-Lichtspiele“ werbewirksam firmierten. Das Kino hat am Freitag und Dienstag den Programmwechsel und es wurden bei 150 Plätzen täglich Filme vorgeführt, zu denen ein bis zwei Kinomusiker den Ton gaben. 1928 bis 1930 war C. A. Beha (zur Zeit Lugano) der Inhaber der „Astoria-Lichtspiele“, die vor Ort von Theodor Heyde geführt wurden. 1931 übernahmen A. Ullmann und Frieda Oberpichler das Kino und installierten 1932 die Tonfilmeinrichtung. Nach 1935 erfolgt ein weiterer Inhaberwechsel zu Erna Meusel, ab 1938 wurde Dr. Hofmann Teilhaber und 1940 wurde Charlotte Kraemer-Riebe Inhaberin der Astoria-Lichtspiele. Am 3. Februar 1945 wurde das Kino durch Kriegseinwirkung zerstört und brannte aus. Die Ecke Uhland-/ Güntzelstraße wurde beräumt und in den 1960er Jahren entstand ein sechsgeschossiges Wohneckhaus, zur Güntzelstraße mit sieben Geschossen und Supermarkt im Erdgeschoss. Zum vormaligen Kinostandort gibt es so keinerlei Verbindungen mehr. |
| Atrium --- Beba-Palast (Lage)                                                                                               | Wilmersdorf Bundesallee 178/179     | 1927–1943   | Der „Beba-Palast Atrium“ wurde 1926/1927 nach den Entwürfen von Friedrich Lipp erbaut, der Bauschmuck stammte von Georg Leschnitzer. (Kaiserallee 178 Ecke Berliner Straße 155/156) „Auf dem Eckgrundstück vier- bis sechsgeschossiger, kreissegmentförmiger Mauerwerksbau nach dem Vorbild des römischen Colosseums mit dreifach gestufter Attika und vorgelagertem Eingangsbereich. Gleichmäßige, vertikale Gliederung durch Pilaster, Balkone und Fenster. Großzügiger Vorplatz. Spitzwinklig zulaufender Kinosaal, halbkreisförmige Bühne, versenkbarer Orchestergraben; Rang mit Logen bis zum Bühnenrahmen; im Rang weit mehr Plätze als im Parkett.“ () Der Bauherr war Herbert Polke, der vorher die Beba-Lichtspiele in der Berliner / Ecke Babelsberger Straße besaß. Der Beba-Palast Atrium, ein Großkino mit 2025 Plätzen, wurde am 1. April 1927 mit einer Festvorstellung in der Kaiserallee 178 eröffnet. Es gab mit 1100 im Balkon mehr Sitze als die 925 im Parkett, der Saal verfügte über Hinterwandlogen im Rang und im Parkett, sowie Logen an der Rangbrüstung. Es war eine Bühne und ein Orchestergraben eingebaut, zur Eröffnung war der Tonfilm noch nicht marktüblich und es wurde die Welte-Kinoorgel eingebaut. Der Vorhang bestand aus goldgelbem Seidenplüsch und der Saal in Gold- und Rottönen gehalten, so war die Bestuhlung aus Mahagoniholz mit kardinalrotem Stoff bezogen. Über dem Saal befand sich eine beleuchtete Kuppel. Für die Stummfilmdarbietungen waren 24 Kinomusiker angestellt, sie besaßen einen Graben vor der Bühne von 10 m × 9,5 m. Der Bauherr Herbert Polke war der erste Inhaber, sein Geschäftsführer wurde Luis Gutmann. 1929 wurde Fritz Staars „Vereinigte Lichtspiele Wilmersdorf und Potsdam GmbH“ die Pächterin und ab 1930 übernahm die „Berliner Lichtspieltheater A.G.“ von Fritz Staar das Kino. Die Geschäftsführer waren nacheinander Alexander Grohmann (1930), Hauptmann (1931–1933) und schließlich Willi Neumann (1934). Letzterer blieb es beim Inhaberwechsel zur „Atrium Staar & Lemke“, Hugo Lemke besaß seinerseits weitere Kinos in Schöneberg und Steglitz. Die Tonfilmeinrichtung war 1931 von Klangfilm installiert worden. Ab Mitte der 1930er Jahre sind noch 1983 Plätze angegeben. Bei den Luftangriffen von 1943 auf Berlin wurde das Gebäude durch Bomben schwer beschädigt und brannte aus. Der untere Teil der Fassade war zwar stehen geblieben, doch die Zerstörung waren zu schwer und die Ruine wurde 1953 abgetragen. 1950 wurde die Kaiser- in Bundesallee umbenannt. Bis 1961 wurde die Südostecke der Kreuzung großzügig mit einer fünfgeschossigen Wohnzeile Bundesallee 178/179 und Berliner Straße 155 bebaut, auf der Berliner Straße 156 ein elfgeschossiges Wohnhochhaus. Davor ist ein Eingang zum U-Bahnhof Berliner Straße. In den 1960er Jahren wurde die Bundesallee in einen Autotunnel gelegt, die Berliner Straße und die südlichere Badensche Straße unterführend. |
| Bundesplatz-Studio --- Casino-Lichtspiele (Lage)                                                                            | Wilmersdorf Bundesplatz 14          | seit 1913   | Das Kino wurde 1913 mit 230 Plätzen als Ladenkino in einem Wohnhaus eingerichtet und eröffnete unter dem Namen „Lichtspiele Kaiserplatz“ mit der Adresse Kaiserplatz 14. Zum Eckhaus gehörte auch die Wexstraße 31. Im Berliner Adressbuch wird mit kinematographischen Vorstellungen in Wilmersdorf der Photograph J. Brage in der Kaiserallee 12a genannt, der Kaiserplatz 14 mit elf Mietern, jedoch kein Hinweis zum Kino. Ein Beleg für den Standort ist im Kino-Adressbuch vorhanden, wo der Inhaber Paul Blank aus Friedenau für seine Casino-Lichtspiele mit 200 Plätzen 1919 als Jahr der Eröffnung nannte, tägliche Vorstellungen und zwei Programmwechsel je Woche. 1921 ist die „Leo Lazarsfeldt & Co.“ mit Sitz in der Augsburger Straße 28 Besitzer, bevor der Kinobesitzer Herbert Polke und E. Wolff (um 1924) das Kino betreiben, der wohl seinen Markennamen BeBa auch hier einsetzte, so hieß das Kino „Beba-Lichtspiele“. 1929 übernimmt Frau Marie Snopkoff das Kino als „Lichtspiele Kaiserplatz“ mit 225 Plätzen und gab das Gründungsjahr wieder mit 1913 an. Für sie führte Dipl.-Ing. Ernst Nietner das Kino vor Ort. Als 1932 Kurth & Dreyer Kinobesitzer werden erfolgt der Einbau der Tonfilmeinrichtung von Kinoton mit einer „Mechanischen Musikanlage“. 1935 bis in die Nachkriegsjahre führen die „Polygon-Lichtspiel-Betriebe Schönstedt & Co. (KG)“ das Kino weiter. Diese Betriebsgesellschaft von W. Schönstedt besitzt weitere Kinos in Wilmersdorf, Steglitz und Schöneberg. Bei täglichen Vorführungen sind 216 Kinoplätze angegeben. Nach geringen Kriegsschäden wurde das Kino bereits im Mai 1945 wieder eröffnet. Lediglich 1948 wurde A. Kürschner als Inhaber genannt. 1950 ist E. Sittner der Geschäftsführer der Polygon-Lichtspielbetriebe Schönstedt & Co. KG. Es gab täglich drei Vorstellungen. Die Kinotechnik waren der Projektor Ernemann II, Verstärker von Klangfilm und die Dia-Einrichtung. Seit 1950 der Kaiserplatz in Bundesplatz umbenannt wurde heißt das Kino konsequenterweise „Bundesplatz-Lichtspiele“. 1957 wird die Technik verbessert und ergänzt: Lautsprecher und Verstärker von Klangfilm, Projektionsapparat Erko (Lichtquelle: Reinkohle) und tönendes Dia-N, es gab zusätzlich zu drei täglichen noch zwei Matinee-/Spätvorstellungen. Die Bestuhlung sind 216 Hochpolstersessel von Kamphöner. Das Kino wurde seit den 1960er Jahren bis Juli 2011 von Lothar Bellmann geführt (Bundesplatz-Studio Kinobetrieb GmbH), dem nach wie vor das naheliegende Cosima (Schöneberg, Sieglindestraße 10) gehörte. Auf Grund der ursprünglichen Größe von 200 Plätzen, später auf 100 Plätze und 26 m² umgebaut erhielt das kleine Kiezkino bei entsprechendem Filmangebot den Namen „Bundesplatz Studio“. 23. Oktober 2011 eröffneten die neuen Betreiber Karlheinz Opitz, Peter Latta und Martin Erlenmaier das Kino mit 90 Plätzen nach dreimonatiger Generalüberholung wieder. Seither besteht Dolby Surround Technik und ein Café im Vorraum. Das „Bundesplatz Kino“ wird von Kinofans geführt: Besitzer der Eva Lichtspiele Karlheinz Opitz, Kurator deutscher Filmreihen Martin Erlenmaier und dem ehemaligen Mitarbeiter der Deutschen Kinemathek Peter Latta. Die Sitze stammen aus dem ehemaligen Zoo-Palast. Bei der Renovierung wurde 2011 der Zugang zum Kino verändert, in dem eine Zwischenwand links neben der Leinwand eingezogen wurde, wodurch zuspätkommende Besucher den Saal nicht mehr direkt neben der Leinwand, sondern etwas seitlich betreten und Geräusche und Licht aus dem Foyer werden weitestgehend verhindert. Die ehemals braune Wandbespannung wurde durch dunkelblaue Stoffbespannung ersetzt. Die Leinwand ist neu und hat für verschiedene Bildformate einen roten Vorhang. Die roséfarbenen Klappsessel sind 'alte Bekannte' aus dem Saal 1 der „UCI Kinowelt Zoo Palast“, die hier nun noch weiter verwendet werden. So wurde aus dem Saal ein gemütliches Kiezkino in dem man nicht nur aktuelle anspruchsvolle Filme sehen kann, sondern auch zur sogenannten filmhistorische Reihe und Klassiker auch für Kinder alte Filme wiederentdecken kann. Die Fassade blieb bei der Renovierung unverändert, so hängt das alte Logo Bundesplatz Studio über dem Buchstabenanschlag und auf das Programm des Nachbarn „Cosima“ wird hingewiesen, wie all die Jahre zuvor. Im Sommer stehen Blumenkübel entlang der Eingänge, Caféstühle und Tische nehmen den linken Teil der Freifläche ein. Es gibt eine kleine Bibliothek von Filmbüchern im Foyercafé. Der Zugang ist behindertengerecht. Die Eintrittspreise sind 2015 für Erwachsene 8 €, ermäßigt 7 €, für Kinder bis 12 Jahre 5 € und am Kinotag Mittwoch 4,50 €. Das Kino bietet 88 Plätze, die Projektion kann in Digital 4K oder 35mm analog erfolgen, für den Ton besteht Dolby Digital 5.1 und die Leinwand hat die Maße 5,2 m × 2,2 m. Das Filmangebot sind Synchron- und Originalfassungen im Sinne eines Arthouse-Kinos. |
| Capitol & Studio --- Luxor-Palast Universum (Lage)                                                                          | Wilmersdorf Kurfürstendamm 153      | 1928–1973   | Die gegenüber vom Lehniner Platz auf Grundstück 153 liegende Schaubühne gehört zum Ortsteil Wilmersdorf, dagegen gehört Kurfürstendamm 152 mit vormals den „Kammerlichtspielen“ zu Halensee. 1928 erbaute der Architekt Erich Mendelsohn den Kinobau des „Universum“ als Teil des „Woga Komplexes“ Kurfürstendamm/Cicerostraße. am Kürfürstendamm etwas zurückgesetzt am Lehniner Platz. Der Zuschauerraum fasste im Parkett 1276 und im Rang 487, zusammen also 1763 Plätze. Es bestand ein längsrechteckiger Kinosaal mit umlaufendem Rang und Mahagoniverkleidung des Parketts damals modern die indirekte Beleuchtung. Das Großkino wurde von der Ufa-Theater-Betriebs-GmbH als Uraufführungstheater betrieben, allerdings wurde es 1931 wegen mangelnder Zuschauer auf ein Reprisenkino umgestellt. Mit der Entwicklung des Tonfilms wurde 1932 eine Tonfilmeinrichtung von Klangfilm installiert. Willy Hein kaufte das Großkino von der UFA 1937 und betrieb es unter seinem Namen „Luxor Palast“ mit täglichen Filmvorstellungen auf 1784 Plätzen. 1943 erfolgen einige Umbauten für den „Halensee Palast“, damit auf der 80 m² großen Bühne das Varietétheater Scala spielen konnte, dessen eigenes Haus bei den Luftangriffen ausgebombt wurde. Am 1. September 1944 wurden auf Anweisung Goebbels alle Kinos geschlossen. Das Gebäude wurde 1945 noch durch Bombenschaden und den folgenden Brand schwer beschädigt. Im April 1946 eröffnete Johannes Betzel das Kino als UFA-Pächter wieder. Nach zwei Jahren Bauzeit war 1948 die ehemalige Kassen- und Treppenhalle für die „Studio Uraufführungsbühne“ umgebaut. Und im verkleinerten Kinosaal entstand das „Capitol“ mit nun 900 Plätzen. „Das neue Uraufführungskino ‚Studio‘, das vierte, das die ‚Eagle-Lion‘ jetzt am Kurfürstendamm hat, sollte eigentlich schon Weihnachten eröffnen. […] Es ist der geschickt ausgebaute Kassenraum des alten ‚Luxor-Palastes‘ (früher ‚Universum‘), einst eines der größten und schönsten Berliner Kinos, das der Architekt Erich Mendelssohn Ende der zwanzig Jahre baute. Gleich hinter der Leinwand des Theaters […] liegt das, was früher ein riesenhafter Zuschauerraum war und [1948] eine Ruine ist. Man will es wieder aufbauen, wenn es mit dem Berliner Aufstieg weiter so flott vorwärtsgeht. Modisch und selbstsicher schritt Film-Bonvivant Erich Fiedler durch die Parkettreihen, begrüßte die Gäste, ein Gläschen 32prozentigen Zuteilungsschnapses in der Hand, und leerte es auf Wohl und Gedeihen des Hauses. […] Das ‚Studio‘ eröffnete mit Nicholas Nickleby nach Charles Dickens“ Das Studio Halensee mit 355 Plätzen gehörte Johannes Betzel, geführt von Ronald Forte gab es täglich mehrere Vorstellungen. Die leicht geänderte Fassade wurde 1951/1952 vom Architekten Anton Zimmer instandgesetzt. Fräulein H. Grieschy wurde dabei Geschäftsführerin und es gibt nun 382 Plätze und drei tägliche Vorstellungen. Für die Bühne von 4 m × 3 m × 3,5 m existierte die Theaterlizenz. 1957 wird durch Gerhard Fritsche auf Breitwand umgerüstet, dies erfolgte mit Geschäftsführer Fritz Schmischke und den Pächtern Johannes Betzel und Jochen Fröhner bei der „O.-Gilde-Theater-Gesellschaft“. Die nötige Technik für CinemaScope Einkanalmagnetton besteht aus dem Projektionsapparat Nitzsche-Matador Ib, von Klangfilm waren Verstärker und Lautsprecher, die Wiedergabe erfolgte im Format 1:2,35. Die Bestuhlung waren 380 Hochpolstersessel von Kamphöner. Geschäftsführerin des „Studio“ wird 1958 Annemarie Stoldt mit den Pächtern Johannes und Gizella Betzel und ab 1960 Gertrud Prause. Das kleine Kino Studio wurde noch bis 1962 bespielt. Im wegen der Kriegsschäden verkleinerten vormaligen Kinosaal des „Luxor-Palastes“ wurde von Johannes Betzel als Mieter der UFA, geführt von Paul Nieke das „Capitol“ 1950 eröffnet. Der Umbau mit 899 Plätzen des bestehenden Kinosaales erfolgte durch Hermann Fehling. Mit Glaswolle hinterlegte, rautenförmig abgesteppte Wandbespannung (unterhalb des Ranges plisseeartig), eine schwarze Decke mit eingelassenen unregelmäßig verteilten, unterschiedlich großen Lichtpunkten und ovale Wandvitrinen sind Inkunabel der frühen 1950er-Architektur. Zwischen Halensee und Tauentzien entstand der „Broadway von Berlin“. Das Capitol besaß 899 Plätze und täglich zwei Vorstellungen, auch dafür gab es eine Theaterlizenz und eine Opernkonzession für die 12 m × 5,5 m × 7 m große Bühne. Ab 1953 führt Fritz Kuske Betzels Capitol und veranstaltet drei tägliche Vorstellungen, die Vorführmaschine wird durch zwei Lorenz-Verstärker 75 Watt ergänzt, Dia-Einrichtung mit Ton. Der Bereich zwischen Halensee und dem Tauentzien wurde mit Theatern und Kinos zum „Broadway von Berlin“. 1956 war Hans Joachim Bunar Geschäftsführer im Capitol und wird von Fritz Schmischke abgelöst. Die Umstellung auf Breitwand führt Gerhard Fritsche aus. Die möglichen Bild- und Tonsysteme waren Perspecta-3-Kanal, SuperScope bei einer Bildwand von 5 m × 10 m. Für CinemaScope in Lichtton und Vierkanal-Magnetton gab es die AEG-Apparatur Euro G (Lichtquelle: Reinkohle und Becklicht), die Klangfilmtontechnik für Wiedergabe von 1:2,35 und 1:2,55. 899 Hochpolstersessel von Kamphöner. Johannes Betzel ist Mieter bei der UFA und Harri Kapahnke führte das Capitol. 1959 wird das Capitol von einer amerikanischen Gesellschaft mit 50 %-UfA-Beteiligung übernommen und in ein Cinerama-Kino umgebaut, wobei der Rang wieder eingerichtet wurde. Das erste Cinerama Theater in Deutschland begann am 29. April 1959 mit der Premiere von Das ist Cinerama mit Siebenkanal-Magnetton. 1963/1964 wurde an der Außenfront die Fensterfront im Obergeschoss wieder hergestellt, da Planungen bestanden, das Gebäude unter Denkmalschutz zu stellen. 1964 übernahm Kino wieder Johannes Betzel das und baute es für Cinemascope um. Mit nachlassenden Besucherzahlen (Kino-Krise) wurde 1968 im Capitol ein Beatlokal eröffnet, das 1969 weiter in ein Musicaltheater gewandelt wurde. 1973 stellte auch das „Studio“ mit Stanley Kubricks Uhrwerk Orange den Kinobetrieb ein. 1975 wird dem Capitol die Lizenz entzogen. Als es Überlegungen gab, das Gebäude abzureißen, interessierte sich die Schaubühne für das Objekt. Der Neubau im Inneren für die Schaubühne erfolgte durch Jürgen Sawade und begann 1975. 1976 kauft der Senat das Objekt für sechs Millionen DM. Jedoch sind die Schäden am Gebäude schwerwiegend. Das Dach und die rechte Seite werden abgerissen und vom ursprünglichen Bau bleibt nur die vordere Fassade erhalten und die Denkmalpflegebehörde übt schwere Kritik. Die Kosten des Umbaus betragen insgesamt 81 Millionen DM. Seit 1979 steht der Mendelsohn-Bau unter Denkmalschutz. Der eigentliche Umbau begann 1978. Seit 1981 spielt die Schaubühne in der neuen Spielstätte des Mendelsohn-Baus am Lehniner Platz. |
| Corso-Lichtspiele (Lage) | Wilmersdorf Uhlandstraße 48         | 1910–1943   | In den Kino-Adressbüchern ab 1920 wurde von den späteren Inhabern das Jahr 1910 als Beginn von Kino-Vorstellungen in der Uhlandstraße 48 angegeben, es wurden wohl schon Filmvorführungen gegeben. Im Mai 1912 beantragte der Eigentümer des Hauses Uhlandstraße 48 Ecke Pariser Straße Hugo Seligsohn die Einrichtung eines Kinematographentheaters im Erdgeschoss. Vier Ladenräume entlang der Pariser Straße gaben den Grundriss für den Zuschauerraum vor, der an der Ecke zur Uhlandstraße einen Eingang erhielt. Am 9. August 1913 kündigten die „Corso Lichtspiele“ ihre Eröffnung an. 1917 ist für Uhlandstraße 48 ein Kinotheater angegeben, zu diesem Zeitpunkt ist der Kaufmann Hugo Seligsohn noch Hausbesitzer, aber er ist nicht mehr als „handelsgerichtlich eingetragen“ markiert. Im Kino-Adressbuch für 1920 sind die Korso-Lichtspiele mit täglichen Vorführungen und 227 Plätzen für den Inhaber Richard Filsch aus Friedenau angegeben und 1921 ist Richard Kahnemann Besitzer der Corso-Lichtspiele. 1924 wurden noch drei bis vier Tage in der Woche gespielt, Inhaberin (nach den Inflationsjahren) war Frau Bertha Schwarzkopf während C. Schwarzkopf die Geschäfte führte. Ab 1926 waren wieder tägliche Vorstellungen eingetragen und 230 Plätze, Bertha Schwarzkopf wurde anschließend Privatiere und das Kino gehörte 1927 dem Kaufmann Heinrich Windler, 1928 wurde Max Wolff Inhaber der Corso-Lichtspiele. Wolff bestellte zwei Kinomusiker zur akustischen Unterstützung der Stummfilme, die täglich für 205 bis 220 Sitzplätze für Zuschauer abgespielt wurden. 1932 wurde von Klangfilm die Tonfilmeinrichtung beschafft. 1934 übernahm Gustav Kurth das Kino und nach ihm führten Otto Dannenberg und Käthe Schulz die Corso-Lichtspiele in den Kriegsjahren. Unter diesen Aufführungsbedingungen wurden das Eckhaus und das Kino durch Bombentreffer 1943 zerstört, während die Nachbarhäuser nur gering beschädigt waren. In den 1950er Jahren wurden die Ruinen an der Nordwestecke Uhland-/ Pariser Straße beräumt. Am Ende der 1950er Jahre wurde diese Grundstücksfläche mit einem fünfgeschossigen Wohnhaus mit Ladengeschäften im Erdgeschoss bebaut. Es ist keine Rückverfolgung zur Kinoanlage vorhanden. |
| Deutsche Lichtspiele (Lage)                                                                                                 | Wilmersdorf Spichernstraße 20       | 1909–1943   | Im Ladenkino in der Spichernstraße 20 wurden bereits 1912 (oder wohl schon 1909, wie die späteren Kinobesitzer im Kino-Adressbuch eintragen ließen) die ersten Filme gezeigt, steuerlich genehmigt war es erst ab 1914. Das „Deutsche Lichtspiel-Theater“ von Frau Auguste Dadien besaß 250 (amtlich angemeldete) Plätze, die Programme der täglichen Vorführungen von Stummfilmen wechselten zweimal in der Woche. Die Eintrittspreise sind für 1917 mit 0,35…1,20 Mark genannt. 1927 ist die National-Film-Theater GmbH als Inhaber aufgenommen. 1928 war Fritz Staar Pächter des Kinos von Frau Auguste Dadien, im Folgejahr übernahm Staar die Besitzrechte am „Deutschen Lichtspiel-Theater“, ab 1931 ist der Name „Deutsche Lichtspiele“ Er gibt im Adressbuch für das Kino ab 1928 292 Plätzen, tägliche Vorstellungen und einem Musiker an. Das Gründungsjahr wurde von Frau Dadien für das Kino-Adressbuch 1920 zunächst mit Beginn im Jahr 1915, danach „seit 1909“ aufgeführt, Ab der Ausgabe von 1930 ist die Gründung für 1912 im Kino-Adressbuch, ab Ausgabe 1937 wurde das Jahr des Beginns mit 1913 angeführt. 1930 hat Fritz Staar den Geschäftsführer Hermann Lehmann eingesetzt, in diesem Jahr gab nur an 3–4 Tagen je Woche Vorstellungen. 1931 wurde von Klangfilm die Tonfilmeinrichtung eingebaut und es gab wieder täglichen Kinobetrieb. Mit Fritz Staar als Kinobesitzer der Deutschen Lichtspiele ist ab 1934 Hugo Michaelis sein Geschäftsführer, 1939 Horst Nickel, 1940 Gernot Schultz und ab 1941 noch Gustav Brose. Das gesamte Karree an beiden Seiten der Spichernstraße bis Nürnberger Platz wurde im Zweiten Weltkrieg zerstört, damit wurde auch das Kinogebäude ausgelöscht und der Kinobetrieb war unmöglich geworden. Die Trümmer auf den Ruinenflächen wurden nach Kriegsende beräumt. An der Südostseite der Spichernstraße entstand in den späten 1950er Jahren eine Wohnbebauung in Zeilenbau. Die gegenüberliegende Straßenseite und am Nürnberger Platz folgte mit Wohn-/ Geschäftshäusern in den 1960er Jahren. Zum Grundstück Spichernstraße 20 gehören drei Stolpersteine (Benno, Ellen und Margarete Jonas). |
| Eva Lichtspiele --- Roland-Lichtspiele\| Eva Lichtspiele --- Roland-Lichtspiele (Lage)                                      | Wilmersdorf Blissestraße 18         | seit 1913   | Die Augustastraße hieß ab 1937 Stenzelstraße und wurde im Juli 1947 in Blissestraße benannt, mit der begleitenden Umnummerierung der Grundstücke hat das Kino die aktuelle Adresse: Blissestraße 18. Das Grundstück wurde 1912 bebaut. Es liegt unweit der Wilhelmsaue (Volkspark Wilmersdorf) zentral im Ortsteil. Theaterdirektor Felix Wespe hatte bereits ab 1910 mit kinematographischen Vorstellungen im Ladenkino des Neubaus Uhlandstraße 89/90 begonnen. Diese Spielstätte hatte er 1912 zu Gunsten des neuen Standortes verlassen und die Augustastraße 7 bezogen, ein Grund könnten Differenzen bei Wechsel des alten Hausbesitzers gewesen sein, nachdem dort eine Dependance der Deutschen Bank einzog. „Die Geschichte der Eva-Lichtspiele zu skizzieren ist schwierig, denn viel ist leider nicht bekannt über die hundert Jahre ihres Bestehens.“ „An der Augustastraße 7 wurde 1913 eines dieser Wohnhäuser gebaut, dessen Erdgeschoss von Anfang an für die Zwecke eines Kinos eingerichtet war. Zunächst hieß das Kino „Roland-Lichtspiele“; in den frühen 1920er Jahren wurde es vom damaligen Betreiber nach seiner Frau in „Eva-Lichtspiele“ umbenannt und heißt rund 90 Jahren später immer noch so. Das Eva gehörte damals zu den ersten Kinos in Wilmersdorf, heutzutage ist es eines der ältesten noch bespielten in ganz Berlin. Die bisher neun Kinobetreiber waren immer wieder um Anpassung an den jeweils neusten Stand von Geschmack und Technik bemüht, ohne dass glücklicherweise dabei alle Spuren der Vergangenheit getilgt wurden. Daher ist die Ausstattung aus den 1950er Jahren noch erhalten, von der der Neonschriftzug an der Hauswand und der Wolkenvorhang vor der Leinwand besonders ins Auge fallen und einen Reiz dieses Kinos ausmachen. 1992 wurde das alte Holzgestühl durch bequemere Sitze ersetzt, was gleichzeitig zu einer Reduzierung der Plätze von 330 auf jetzt 250 führte. Seit 2011 werden die Filme digital vorgeführt. Von 1964 bis 2000 war Hannelore Rojahn Betreiberin des Kinos. Nach dem Jahr 2000 wurde das Kino einige Jahre von Dirk Pohlmann geführt, welcher zuvor bereits Vorführer im Eva war. [1] Karlheinz Opitz leitet seit Ende 2006 das Eva.“ () Felix Wespe war durch Bau des Hauses mit dem Kino seit der Eröffnung der „Roland Lichtspiele“ deren Inhaber, durch die Kriegsjahre bis ins Jahr 1921. Das Kino hatte 300 Plätze (im Kino-Adressbuch aufgeführte amtlich bestätigte Sitzplätze). Das Stummfilmprogramm wurde die „Ganze Woche“ über gespielt. 1921 hat Wespe die Lichtspiele aufgegeben und das Kino erhielt wohl mit neuen Hauseigentümern einen Umbau. Nach dem eigenen Eintrag im Kino-Adressbuch wurde ab diesem Zeitpunkt Alfred Löwenthal der Kinobesitzer. Das Kino heißt seither Eva-Lichtspiele. „Neben Kinofilmen gab es in den Eva Lichtspielen 1924 auch Filmvorführungen zum Thema Hygiene der Ehe, verbunden mit einem „Allgemein verständlichen ärztlichen Vortrag“ über das, Was ein jeder von der Ehe wissen muss! So steht es in einer Zeitungsannonce aus dieser Zeit.“ Auf Vorschlag des Betreibers wurden die Filme mit Musikbegleitung präsentiert – zuerst durch eine Violinistin, nach Kino-Adressbuch wurden drei Kinomusiker beschäftigt. Es gab je Woche zwei neue Programme, eine Bühne wurde in der Größe 2 m × 4 m (auch 4,5 m × 2 m × 2,8 m) angegeben. Ab 1928 gab es dem Zeitgeist folgend eine Film- und Bühnenschau, durch den Einbau eines zweiten Vorführapparates war pausenlose Filmwiedergabe möglich. Die Aufführungen wurden von einem ganzen Orchester für die (bei voller Auslastung) 310 Zuschauer begleitet. Ab 1931 übernahm Dipl.-Ing. Joseph Steinberg das Kino, seine Geschäfte führte Georg Steinberg. Seit 1930 kam der Tonfilm in die Kinos. Für das Eva ist im Kino-Adressbuch eine installierte Tonfilmeinrichtung mit einer „Mechanischen Musik“ ab 1934 aufgenommen. In diesem Jahr wurde die „Polygon“ Lichtspielbetriebe GmbH von Walter Schönstedt (zeitweise als Schönstedt & Co.) zum Inhaber des Kinos. Schönstedt ließ wieder 1913 als Jahr der Eröffnung eintragen. Die Adresse der Eva-Lichtspiele wechselte 1937 zu Stenzelstraße 18, durch Umbenennung und Umstellung der Grundstücksnummern. Die Kapazität ist mit 332, auch 322 Plätzen von der „Polygon-Lichtspiel-Betriebe Schönstedt & Co. KG“ angegeben. Ab September 1944 dürften auch die Eva-Lichtspiele vom Goebbels-Erlass zur Schließung betroffen gewesen sein. Während das Eckhaus zur Mannheimer Straße und die gegenüberliegenden Gebäude im Krieg zerstört wurden blieben die Häuser zur Wilhelmsaue nahezu unbeschadet. Der Betrieb des Kinos konnte fast durchgehend aufrechterhalten werden. Für das Jahr 1949 nennt das Kino-Adressbuch G. Leudner als „Inhaber“, doch folgend sind es weiterhin die Polygon-Lichtspiel-Betriebe Schönstedt & Co. KG. Es gab täglich drei Vorstellungen, eine Theaterlizenz und für die Wiedergabe das Projektionsgerät Ernemann II, Klangfilm-Verstärker und die Dia-Einrichtung. Ab 1953 stand die Projektionsapparatur Bauer B6 bereit. Geschäftsführer des Eva war E. Sittner. Berlinweit wurde 1957 vom UFA-Handel die Ausstattung für das Bild- und Tonsystem CinemaScope verbreitet und das Gebäude umgebaut. Der Neonschriftzug an der Fassade und der goldfarbene Wolkenvorhang vor der Leinwand blieben bis jetzt erhalten. Die Eva-Lichtspiele waren mit der Technik für Einkanal-Lichtton und das Filmformat 1:2,35 geeignet. Für die 333 Sitzplätze gab es von Kamphöner Hochpolstersessel. Es kamen die Matinee- und die Spätvorstellung hinzu. Die Dia-Vorführung war mit Ton möglich. Im Jahr 1964 geht der Besitz des Kinos an Hannelore Rojahn (12349 Berlin, Drusenheimer Weg 7), sie betrieb bereits vorher Kinos, die allerdings stillgelegt worden waren (Friedrichshain: Tempo-Lichtspiele; Neukölln: Luna-Lichtspiele). Sie führte das Kino durch die Zeiten der Kino-Krise und dachte daran aufzugeben. Der Durchbruch kam Mitte der 1980er Jahre mit Amadeus, das Kino wurde ertragreich. Rojahn investierte in die Kinoausstattung wie Vorhang und Möbel. Sie blieb es bis ins Jahr 2000, durch Umgestaltung des Saals sank die Anzahl der Plätze von 300 auf 250, der Ton wurde auf Dolby Surround (ab 1997: DTS) umgestellt. Nach ihr betrieb ab 2000 Dirk Pohlmann das Kino, der zuvor Vorführer im Haus war. Trotz des Engagements als Filmliebhaber musste er aufgeben. Seit September 2006 übernahm Karl-Heinz Opitz und investierte, um das Kino wieder fit zu machen. Seit 2011 werden die Filme digital vorgeführt, wodurch sich die Rolle des Vorführers völlig verändert hat. Sein Konzept ist ein Kiez&spy;kino, vor allem für Besucher aus dem Viertel. Mittwochs gibt es Reihe „Der alte deutsche Film“ mit fast unbekannten deutschsprachigen Filme aus den 1930er und 1940er Jahren, und vorher ein Stück Kuchen und Kaffee. Einige Stars aus vergangenen Filmzeiten beantworteten Fragen des Publikums und gaben Autogramme. Seit 2010 waren bei „Berlinale goes Kiez“ unter den Kiez-Kinos auch die Eva-Lichtspiele Gastgeber. Das Medienboard Berlin-Brandenburg zeichnete mehrfach die Wilmersdorfer Eva-Lichtspiele als Programmkino in Berlin aus. Sonntag gibt es eine Matinee vorwiegend mit aktuellen Dokumentarfilme, am dritten Sonntag im Monat ein „Kino-Brunch“ sowie Vorstellungen für Kindergärten und Schulen. Die Ausstattung besteht aktuell aus der Leinwand von 4 m × 9 m vor 250 Sitzen in 20 Reihen, die Projektion digital in D-Cinema 2K oder analog 35mm und der Ton wird mit Dolby Digital 5.1 ausgegeben. Das Foyer bietet neben einem Tresen ein paar Caféhaustische als Sitzgelegenheiten und da der Betreiber häufig selbst an der Kasse steht, stellt sich Familienbetriebs-Atmosphäre ein. Das 100-jährige Bestehen feierte das Kino im Juni 2013 mit Oldtimern vor der Tür und dem Film Die Reise zum Mond von 1902 auf einem alten Skladanowsky-Gerät mit Handkurbel und bei Klavierbegleitung. |
| Film-Eck --- Charles-Willy-Kaiser-Lichtspiele G.L.U. (Lage)                                                                 | Wilmersdorf Gasteiner Straße 26     | 1912–1945   | 1910 befand sich Ecke Lauenburger Straße (seit 1947: Fechnerstraße) auf dem Grundstück Gasteiner Straße 26 noch ein Kohlenplatz und 27 war zur Bebauung vorgesehen, 1911 wurde 26/27 eine Baustelle der Stadt Wilmersdorf, 1912 ist das Wohnhaus errichtet. Nach dem Reichs-Kino-Adreßbuch (dritter Jahrgang 1921/1922) wurde das Kino 1912 eröffnet und mithin schon im Neubau des Wohnhauses eingerichtet. Das Kino mit knapp 200 Plätzen hieß bis 1926 G.L.U.-Lichtspiele, es gab tägliche Vorstellungen. Nach den Belegen des Adressbuchs war Kaufmann Josef Umlauf der Inhaber des Kinotheaters in der Gasteiner Straße. Mehrfach gewerbetreibend mit kinematographischen Vorstellungen und mit Kinematographentheater angegeben, sein Wohnsitz war nicht in der Gasteiner Straße 26. Kurzfristig trug wohl Konrad Umlauf (Bruder?) die Verantwortung für das Kino. Laut Kino-Adressbuch ist Josef Umlauf noch 1918 der Inhaber, während es 1920 schon Adolf Schwarz war, Geschäftsführer des letzteren: 1920 Margarete Müller und 1921 Paul Drews. 1922 war Hans Laskus Inhaber der G.L.U.-Lichtspiele und wohnte im Eckhaus Lauenburger Straße. Das Kino ist 1924/1925 mit „zur Zeit geschlossen“ angegeben. 1926 investierte der zu jener Zeit populäre Schauspieler Charles Willy Kayser die Spielstätte und benannte sie mit seinem Namen als „Charles Willy Kayser-Lichtspiele“. Dieses Lichtspieltheater war anfangs mit 100 Plätzen, im weiteren auch mit 148, 194 und 200 Plätzen ausgewiesen, es gab tägliche Vorstellungen, das Haus hatte eine Bühne von 4 m × 6 m. Herbert Peter und Hans Vieweg übernahmen 1931 das Kino in der Gasteiner Straße 26 von Kayser und beließen zunächst den personenbezogenen Namen bis zum Jahr 1936. Im Jahr 1932 war Hans Vieweg Geschäftsführer und Inhaber, es wurde die Tonfilmeinrichtung von Kinoton installiert. Zunächst geben sie 1920 als Jahr der Gründung eines Kinotheaters in der Gasteiner Straße an, ab 1912 trugen sie im Kinoadressbuch 1912 ein. Das 180-Plätze-Kino bleibt im Besitz von Wieweg und wurde 1936 von ihm in Filmeck benannt, wohl als er selbst seinen Wohnsitz in dieses Wohnhaus verlegte. Bei den Luftangriffen auf Berlin wurde das Kino von Vieweg in der Gasteiner Straße zerstört. Betroffen war die gesamte Eckbebauung der Gasteiner Straße bis zur Berliner Straße. Auf dem Grundstück steht ein siebengeschossiger Wohnblock in geschlossener Bauweise mit Dachterrasse und einem Eckladen an der in die Fechnerstraße 6/6a übergehende Bebauung. Erbaut Ende der 1960er Jahre findet sich kein Bezug mehr zu dem Wohnhaus mit den Lichtspielen Gasteiner Straße 26 / Laubenheimer Straße 2a. Dabei wurden die vorherigen Gebäudegrenzen eingehalten, so wurde der dreieckige Platz nach Westen vor dem Eckhaus wieder hergestellt. |
| Graffiti --- Pali-Filmtheater Premiere-Lichtspiele Emser-Lichtspiele (Lage)                                                 | Wilmersdorf Pariser Straße 44       | 1933–1996   | Das Haus Pariser Straße 44 steht im Westen des Ludwigkirchplatzes, an der Ecke in die Emser Straße (dort angrenzende 40/41). Es ist ein fünfgeschossiges verklinkertes Wohnhaus mit einer Laden-/Geschäftszeile im Erdgeschoss. Die gesamten Häuser entlang der Westseite der Emserstraße wurden in den 1920er Jahren erbaut. Das Grundstück Pariser Straße 44 und Emser Straße 40–47 1932 kam W15 Pariser Straße zum Verwaltungsbezirk Wilmersdorf und das Grundstück 44 blieb vorerst unbebaut, auf den (schon getrennten) Grundstücken im Eigentum der Deutschen Realkredit GmbH Emser Straße 40–46 standen neu erbaute Wohn- und Geschäftshäuser. Das Grundstück Pariser Straße 44 wurde erstmals im Adressbuch 1936 als bebaut eingetragen. Der Backsteinbau des Architekten Paul Metzer wurde 1932 entworfen. Die Gebäudeanlage wird durch hervorstehende Erker mit hellem Putz rhythmisiert. Die Gestaltung der Fassade ist ein Beispiel für den Wohnungsbau in der Spätzeit der Weimarer Republik. Die Inhaber der Emser Lichtspiele Kurt Mietusch und Franz Tischler gaben im Handbuch des Film 1935/36 Stand vom 31. März 1935 als Jahr der Eröffnung 1933 an, nach „Reichskino Adressbuch“ 1934 noch 1932. Laut Berliner Adressbuch sind die „Emser Lichtspiele“ ab 1934 einer von zwölf Nutzern der Emser Straße 40/41. Die Emser Lichtspiele sind 1937 noch mit 399 Plätzen angegeben. Das Berliner Adressbuch nennt die Emser Lichtspiele für die Adresse Emser Straße 40/41. Franz Tischler war als Teilhaber bis 1935 ausgeschieden, ab 1937 ist Horst Klee zusammen mit Mietusch der Inhaber der Emser Lichtspiele. Deren Adresse ist ab 1939 Pariser Straße 44. Das Gebäude Pariser Straße 44 und die anschließenden Gebäude der Emser Straße werden im Krieg beschädigt, das Haus 42 zur Sächsischen Straße wurde zerstört. Der Lichtspielbetrieb wurde bereits 1946 wieder unter dem Namen „Premiere-Lichtspiele“ aufgenommen, das Kino mit 344 Plätzen angegeben. Als Inhaber des „Premiere“ ist in den Nachkriegsjahren Schäfgen-Thurnau im Kino-Adressbuch genannt. Ab 1953 ist die „Gebr. Thurnau GmbH“ Inhaber das Kino wird von Hans Thurnau geführt. Im Kino gab es eine Bühne von 3 m × 6 m mit Theaterlizenz, bei täglichen Vorstellungen waren es 16 je Woche. Bei dem Besitzerwechsel von 1957 ändert sich der Kinoname. Das Pali-Filmtheater gehört der „Pali und LK GmbH“ mit Wilhelmine Langer als Geschäftsführer. Das PaLi wurde wie andere Kinos im Jahr 1957 auf das Bild- und Tonsystem CinemaScope umgestellt, mit Einkanal-Lichtton und einem Seitenverhältnis 1:2,35. Es gab einen Projektor vom Typ Bauer B8, der Ton wurde mit Klangfilmeinrichtung (Verstärker Euronette) wiedergegeben und einer Dia-Einrichtung mit Ton. Die Bestuhlung der 372 Plätze bestand aus Flachpolster- und Hochpolstersesseln von Kamphöner. Es gab im Weiteren täglich drei Vorstellungen und eine wöchentliche Spätvorstellung. 1959 löste die „Filmtheaterbetriebe Heinz Viehweg KG“ die Thurnaus ab. Auf Grund sinkender Besucherzahlen und schlechterer Finanzlage stellte Viehweg den Kinobetrieb des PaLi ein. Nach 20 Jahren Nutzung als Möbellager eröffnete am 9. Mai 1984 Franz Stadler (Filmkunst 66) das „Graffiti“, als Programmkino mit 164 Plätzen im Wohn- und Geschäftshaus 10707 Berlin Pariser Straße 44. Bis 1993 war die Action-Kino Stadler GmbH, 10623 Berlin Bleibtreustraße 12 der Inhaber. Von ihm übernahm Olaf Pernugaow aus 10623 Berlin Kaiser-Friedrich-Straße 17 noch das Kino. Es besaß für die Tonwiedergabe eine Ausstattung mit Dolby Surround und DTS und es gab 145 Sitzplätze. Jedoch wurde zum Jahresende 1996 wegen Mieterhöhungen geschlossen. Seither befindet sich in den Kinoräumen im Erdgeschoss ein Teppichgeschäft und ein Gastlokal. Anzumerken ist der Sitz der Botschaft der Slowakei im 5. Geschoss des Hauses. Der Wohnblock Pariser Straße 44, Emser Straße 40–47, Düsseldorfer Straße 17–18 steht auf der Berliner Landesdenkmalliste. |
| Kammerspiele Kaiserallee (Lage)                                                                                             | Wilmersdorf Bundesallee 21          | 1929–1943   | Die Grundstücke Kaiserallee 1–22 und 201–222 gehörten 1929 postalisch zu Berlin W 15, politisch zu Wilmersdorf, 61–154 zu Friedenau. Auf dem Grundstück 21 stand ein viergeschossiges Wohnhaus in dem 1929 durch Umbau des linken Erdgeschossflügels die Räume für ein Kino entstanden. Das Kino firmierte unter „Kammerlichtspiele Kaiserallee“ mit täglichen Vorstellungen, 400 Plätzen und fünf Kinomusikern. Ab 1931 ist im Kino-Adressbuch die Tonfilmeinrichtung (von Klangfilm) eingetragen, die Kinomusiker noch 1932. 1933 ist Hildegard nicht mehr im Haus, die Kammerlichtspiele übernahm der Kinobesitzer Fritz Staar und setzte Hugo Papajewski als Geschäftsführer ein. Der Name des Kinos änderte sich zu „Kammerspiele Kaiserallee“. Eingetragen sind ab diesem Zeitpunkt 380 Sitzplätze. 1941 wechselt die Geschäftsführung zu Günther Friedrichson. Bei den Luftangriffen wurden die Bauten an beiden Seiten der Kaiserallee zwischen Nikolsburger und Prager Platz zerstört und damit auch die „Kammerspiele“. Die Kaiserallee wurde 1950 in Bundesallee umbenannt. Das achtgeschossige Wohnhaus mit Ladengeschäft und Restaurant im Erdgeschoss auf dem vormaligen Kinostandort ist ein Nachkriegs-Neubau aus den 1960er Jahren. |
| Kleines Lichtspielhaus (Lage)                                                                                               | Wilmersdorf Hohenzollerndamm 29     | 1937–1967   | 1937 wurde das Lichtspielhaus nach Plänen des Architekten Fritz Wilms erbaut, der auch 1949 für den Neuaufbau zuständig war. Das Gebäude Hohenzollerndamm 29 Ecke Sächsische Straße 30 mit dem Kino wurde im Krieg zerstört. Das Kino bestand unter diesem Namen von 1937 bis zur Zerstörung und nach dem Wiederaufbau von 1949 bis 1967. „Das in der Nähe des Fehrbelliner Platzes in Berlin gelegene ‚Kleine Lichtspielhaus‘, das während des Krieges zerstört und im Jahre 1947 provisorisch wieder aufgebaut wurde, zeigt sich in festlich neuem Gewand. Herr Hugo Körver hat es nicht nur renoviert, sondern viele technische Verbesserungen anbringen lassen.“ () Hans Rehm eröffnete als Inhaber das „Kleine Lichtspielhaus“ am 3. Februar 1937. Es gab mit 390 Plätzen und täglich Vorstellungen. Im Laufe des Jahres 1940 wurden Curt Haupt und Ernst Schumann die Kinobesitzer, Heinz Preuße führte deren Geschäfte. Durch die Kriegszerstörung wurde der Betrieb der Filmspielstätte unterbrochen. 1947 wurde das Kino im Gebäude zunächst provisorisch wieder in Betrieb genommen und 1950 restauriert. Die Heinz Viehweg KG Filmtheaterbetriebe führte als Inhaberin das Kino seit den späten 1940er Jahren weiter. Das Kino bot täglich drei Vorstellungen bei einer Zuschauerkapazität von 297 Plätzen. Das Kino hatte eine Bühne von 5,5 m ×1,25 m ×4 m. Die Filmwiedergabe erfolgte von zwei AEG-Apparaten Euro M (Lichtquelle: Becklicht) und der Europa-Junior-Anlage (Klangfilm), zusätzlich gab es die tönende Dia-Projektion. Mit Hilfe des UFA-Handels erfolgte die Einführung des Bild- und Tonsystem CinemaScope in Lichtton mit dem Format 1:2,35. Es gab 366 Hochpolstersessel von Schröder & Henzelmann. Der Kino-Krise mit sinkenden Zuschauerzahlen und finanziellen Schwierigkeiten trotzte das Kleine Lichtspielhaus bis Mitte der 1960er Jahre. Das Kino bestand von 1937 bis zur Zerstörung und nach dem Wiederaufbau wurde es noch bis 1967 bespielt. Das 1936–1937 von Philipp Schaefer erbaute Gebäude steht unter Denkmalschutz und blieb erhalten, der Kinosaal wurde nach der Schließung als Supermarkt genutzt. Im Weiteren befand sich eine Videothek und mittlerweile ein Raumausstatter in den Erdgeschossräumen. |
| Lichtbilderbühne (Lage) | Wilmersdorf Blissestraße 2          | 1910–1912   | Die Lichtbilderbühne bestand kurzzeitig wohl in einem Restaurant im Eckhaus Augustastraße 1. Das Haus Augustastraße 2 wurde 1909 erbaut, eingetragen als Neubau des Baugeschäfts Korte & Liskow. Ab 1910 zog die „Lichtbilderbühne“ (wohl) als Ladenkino in die Räume der Augustastraße 2 ein. Der Betreiber und Inhaber war Ernst Hannowsky. Er ist 1910 und 1911 unter den Wilmersdorfer Gewerbetreibenden mit seinem Kinotheater aufgenommen. Zuvor war er wohl kein Berliner Bürger oder zumindest ohne eigenen Wohnsitz. Laut Berliner Adressbuch ist Ernst Hannowsky 1910: Kinobesitzer mit der Wohnung im Gartenhaus III. Stock in der Holsteinischen Straße 46, für 1911 als Kinobesitzer und Gastwirt mit Wohnung in der Augustastraße 1 aufgenommen, zu der auch das Grundstück Berliner Straße 129 gehörte. Die Lichtbilderbühne selbst ist nicht aufgenommen, da nur handelsgerichtlich eingetragene Firmen als Mieter und im Einwohnerteil genannt wurden, was damals für ein Ladenkino nicht üblich gewesen wäre. Ab 1912 ist Ernst Hannowsky Installateur (und Elektriker) in Wilmersdorf mit der Adresse Holsteinische Straße 51 Gartenhaus III. Stock genannt (die Änderung der Hausnummer von 46 auf 51 ergab sich durch neu eingefügte Grundstücke). Ergänzend ist anzumerken ab 1912 ist die Gastwirtin Pauline Gützlaff in der Augustastraße 1 aufgenommen und in Holsteinische Straße 51 (Hannowsky) lebt auch M. Ramme Rabitzputz. Im Weiteren ist der Installateur Ernst Hannowsky (1916/1000) auch noch nach den Kriegsjahren (1920/941) und den Inflationsjahren (1930/1118) in der Holsteinischen Straße 51 IV. Stock eingetragen. Die Mietshäuser an der Ecke Augusta-/Berliner Straße wurden im Zweiten Weltkrieg zerbombt. 1947 erhielt die Augustastraße den Namen Blissestraße, nachdem sie 1937 unter Umstellung von Hufeisen- auf wechselseitige Nummerierung bis 1947 Stenzelstraße hieß. Die Westseite (gerade Hausnummern) der Blissestraße zwischen Wilhelmsaue und Berliner Straße wurde in den 1960er Jahren (1962 bis 1974) neu bebaut, damit wurde die Spuren vom Kinostandort überbaut. Auf dem Grundstück Blissestraße 2–6, in die Berliner Straße hinein am U-Bahn-Ausgang Blissestraße steht ein modernes Geschäftshaus. Der Eckbau an der Wilhelmsaue ist als Wilhelmsaue 28 adressiert. |
| Licht-Schauspiele (Lage) | Wilmersdorf Spichernstraße 3        | 1910–1913   | Schon vor 1905 befanden sich in der Spichernstraße 3 die „Prachtsäle des Westens“ mit dem Saalbesitzer Carl Stechert als Eigentümer, das Haus bewohnten 13 Mieter (Schriftstelle, Kaufleute). Die Firma war handelsgerichtlich eingetragen. Der Kaufmann Salo Rappaport wohnte 1905 in Charlottenburg Friedbergstraße 31. Im Jahr 1908/1909 besaß der Kaufmann Salo Rappaport einen Kinematograph in Charlottenburg. 1910 bestand die Absicht das Rappaport sein Kinematographentheater in die Wilmersdorfer Säle von Stechert verlegen wollte. „Berlin. ‚Lichtspielkunst‘ nennt sich ein neues kinematographisches Unternehmen, das von Direktor Salo Rappaport im Prachtsaal des Westens, Spichernstrasse, eingerichtet wird. Theater, das 1200 Personen fassen soll, wird in vornehmem, modernsten Stil durch den Architekten Arnold v. Goedicke ausgeführt. Mit dem Bau ist bereits begonnen worden; die Eröffnung soll am 1. Dezember [1910] erfolgen.“ () Im Berliner Adressbuch ist Salo Rappaport für 1910 mit dem Kinematographentheater „Licht-Schauspiele“ in der Spichernstraße 3 aufgenommen. Nach Adressbuch blieben zwei Charlottenburger Standorte und zudem ist Samuel Rappaport mit einem Kinematographentheater in S 42 eingetragen. Für das Jahr 1911 wurden in der Spichernstraße 3 von Saalbesitzer Stechert die „Prachtsäle des Westens“ verzeichnet, was im Zusammenhang mit der Meldung im „Kinematograph“ (die „Licht-Schauspiele“ wären im Dezember bereit) bedeutet, dass die Vorstellungen (wohl) als Teil des dortigen Programms gegeben wurden. Salo Rapport ist als Kaufmann mit seiner Wohnung Gerviniusstraße 6 im Berliner Adressbuch vermerkt und hat wohl seine Kinoaktivitäten ausgesetzt. Für Charlottenburg Berliner Straße 107 war 2011 das Biophon-Theater von M. Eckert und für Goethepark 26 das Kaufhaus S. Moritz neu aufgenommen, in Alexandrinenstraße 97 bestand die Damenhutfabrik von Paul Rappaport im 1. Hinterhaus, III. Stock. Carl Stechert wohnte als Inhaber der „Carl Stechert Prachtsäle des Westens“ im eignen Haus im III. Stock und 1912 ist die Witwe Ida die Inhaberin. Die Immobilie gehört der Allgemeinen Immobilien Erwerbs-Ges.mbH Kochstraße 16/17, diese gab es spätestens 1919 an die „Spichernstr. Grundstücks GmbH“. Während Ida Stechert wohl bis 1925 als Inhaberin der Prachtsäle des Westens im Haus wohnt. Die Festsäle gingen 1925 an die Spichersäle GmbH über. Nach Recherche von allekinos.com sollen die Licht-Schauspiele in der Spichernstr. 3 am Nürnberger Platz von 1910–1933 bestanden haben. Es ist jedoch sehr anzunehmen, dass der Betrieb als Kinematographentheater spätestens 1913 endete. Zumal ist nach den Belegen nicht auszuschließen, das – wie andernorts – Filmvorführungen in den Festsälen stattfanden. Angehörige der Familie Rappaport haben sich über die Anfangsjahre der festen Kinospielstätten nicht mehr betätigt. Die Gebäude an der Spichernstraße, so auch Nr. 3 wurden durch die Luftangriffe schwer zerstört. Nachdem die Ruinenflächen Ende der 1950er Jahre beräumt waren, wurde die Nordwestseite der Spichernstraße zu Beginn der 1970er Jahre neu bebaut. Der ehemalige Kinostandort auf Grundstück 3 wurde in den Neubau des mehrgeschossigen Geschäfts- und Bürohauses Spichernstraße 2 (Adresse auch 2–3) einbezogen, das an der Hinterseite einen dreieckigen (Saal-)Anbau besitzt. Das Gebäude wird hauptsächlich von der Berufsgenossenschaft für Gesundheitsdienst und Wohlfahrtspflege und verwandten Institutionen genutzt. |
| Lichtspiele Nikolsburger Platz (Lage)                                                                                       | Wilmersdorf Landhausstraße 1        | 1926–1943   | Das Gebäude bildete eine Hausecke, die direkt am Nikolsburger Platz lag, Trautenaustraße 18 und Landhausstraße 1. Die „Lichtspiele am Nikolsburger Platz“ wurden 1925 durch den Architekten Otto Werner als Einbaukino mit 300 Plätzen im bestehenden Wohnhaus eingerichtet. „Man besuchte die Lichtspiele am Nikolsburger Platz, ein Kino mit 300 Plätzen, das drüben an der Ecke war, dort, wo [2012] der Neubau Trautenaustraße 18 steht.“ Inhaber der täglich bespielten Lichtspiele mit anfangs 278 Plätzen waren 1928 Madelaine & Adalbert Lieban. Das Eckhaus wird unter Trautenaustraße 18 geführt, das Kino unter Landhausstraße 1 (nach Kino-Adressbuch). Gustav Schunke war 1929 Inhaber und nannte 300 Sitzplätze. Zwischen 1930 und Mitte der 1930er Jahre wurde der Ingenieur Siegfried Ebenstein Inhaber (Dipl.-Ing. in der Cicerostraße 56a, für 1936 nicht mehr im Berliner Adressbuch) und er ließ 1932 von Klangfilm die Tonfilmeinrichtung einbauen. Als Inhaber wurde er von Wilhelm Steindorff abgelöst. Die Lichtspiele hatten 280 Plätze. Steindorff führte die Lichtspiele bis zur Einstellung des Betriebs in Folge der Zerstörung im Zweiten Weltkrieg. Nach Beräumung der Ruinen wurde neu bebaut. Das Eckhaus zwischen den beiden spitzwinklig mündenden Straßen umfasst den vormaligen Kinostandort, ist als Trautenaustraße 18 adressiert, am Südrand des Nikolsburger Platzes liegt eine dreieckige Grünfläche. Ein Grundstück Landhausstraße 1 existiert nicht mehr. Das siebengeschossige Wohnhaus mit Dachterrasse und Gewerberäumen im Erdgeschoss (Kita) wurde wohl Ende der 1970er Jahre erbaut. Vor dem Haus liegt ein Stolperstein (Moritz Silberblatt). Entlang der Landhausstraße folgt das sechsgeschossige Doppelwohnhaus 2/3 aus den 1970er Jahren neben einer unbebauten Brachfläche mit Garagen und Bäumen. |
| Ludwig-Kirch-Lichtspiele --- Royal-Licht-Schauspiele, Moritz-Lichtspiele, Schönheit-Lichtspiele, Uhland-Lichtspiele, (Lage) | Wilmersdorf Ludwigkirchstraße 6     | 1912–1963   | Das Haus Ludwigkirch-/ Ecke Uhlandstraße war 1910 ein 15-Parteienmietshaus. Das 1902 erbaute Mietshaus hat einen Geschäftseingang an der schrägen Hausecke, wie er damals berlinweit an (vorzugsweise nicht rechtwinkligen) Straßenkreuzungen mit Ladenräumen im Erdgeschoss gebaut wurde. Der Kinobesitzer Johannes Moritz (Moritz-Lichtspiele) ließ ab „Reichs-Kino Adressbuch 1930“ als Gründungsjahr des Kinos 1912 eintragen. Auch sind im Berliner Adressbuch 1912 die „Royal-Licht-Schauspiele“ des Kinematographen-Theaterbesitzers August Wilhelm Bart für Ludwigskirchstraße 6 und A. Barth, Lichtspieltheater, als Mieter eingetragen. 1914 ist August Bart nicht mehr Kinobesitzer, sondern Kaufmann und 1915 wurde er Mieter in der Pariser Straße, ab 1917 Uhlandstraße 195 Gartenhaus VI. Stock. Den Angaben im Kino-Adressbuch folgend bot der Kinosaal bei täglichen Vorstellungen Platz für 170 bis 200 Zuschauer. Die Kriegsjahre bleiben beleglos. Für 1917 gibt das Kino-Adressbuch hier die „Uhland-Lichtspiele“ von Frau Aranka (Amanda) Roth an. Lothar Kallmann aus der Pfalzburger Straße 71 löste sie als Inhaber ab. 1920 übernahm Karl Vanselow die Spielstätte und nennt sein Kino „Schönheit-Lichtspiele“. In der Ludwigkirchstraße 6 befanden sich neben Vanselows Kino, der Verlag Schönheit und Jugend von Clara Rothe und die Betriebsgesellschaft für Lichtspieltheater GmbH. Es bestand der Namenszusammenhang zwischen „Die Schönheit, Buch- und Kunsthandlung Karl Vanselow“ und den „Schönheit-Lichtspiele Karl Vanselow“. Nachdem Vanselow wohl Berlin verlassen hatte, wurden 1927 die Schönheitslichtspiele vom Ober-Ingenieur Johannes Moritz übernommen und mit seinem Namen als „Moritz-Lichtspiele“ benannt. Die täglichen Vorstellungen von Stummfilmen vor 170 (165) Zuschauern wurden von einem Kinomusiker musikalisch begleitet. Ab 1931 lautete der Name Johannes-Moritz-Lichtspiele, es gab noch 156 Plätze. 1934 kam die Ludwigkirchstraße zum Verwaltungsbezirk IX Wilmersdorf. 1934 wurde eine mechanische Musikanlage für Tonfilmvorführung eingebaut und Inhaber der L.K.-Lichtspiele in der Ludwigkirchstraße 6 wurden die Kinobesitzer Mietusch & Klee, Nach dem Straßennamen als „Ludwigkirch-Lichtspiele“ genannt, war wohl auch die Kurzform L.K.(-Lichtspiele) durchaus üblich. Ab 1938 war Horst Klee wohl als Teilhaber in den Hintergrund getreten. Zuvor besaßen beide gemeinsam auch die Emser-Lichtspiele (Pariser Straße 44), Capitol (Hasenheide) und die Hofjäger-Lichtspiele (Hasenheide). Mietusch blieb bis Kriegsende Kinoinhaber. Das Altbaueckhaus blieb bei den Luftangriffen im Gegensatz zu Nachbarhäusern verschont. Der Spielbetrieb wird wohl erst durch die Goebbels-Anweisung vom September 1944 geendet haben, spätestens 1946 wurde er wieder aufgenommen. Wie andere Mietusch-Kinos betrieb Schäfgen-Thurnau in den Nachkriegsjahren auch das „L.-K.“ (Ludwig-Kirch-Lichtspiele). Eingetragen ist im Kino-Adressbuch ab 1952 die „Gebr. Thurnau GmbH“ als Inhaber und Hans Thurnau als Geschäftsführer. Täglich zwei Vorstellungen wurden durch wöchentlich zwei Wochenend-Vorstellungen ergänzt. 1957 kamen die L.K.-Lichtspiele zur „Pali u. L. K. Lichtspieltheater GmbH“ deren Geschäfte Wilhelmine Langer führte. Die Anzahl der Vorstellungen stieg auf dreimal täglich und eine Jugendveranstaltung. Die 168 Sitzplätze von Kamphöner waren teilweise Hochpolstersessel. Neben der Tontechnik von Klangfilm war eine Erko-Projektion und eine Hahn-Goertz Projektionsapparat vorhanden, die Dia-Wiedergabe geschah mit Ton. Eine Ergänzung auf CinemaScope hatte sich wohl bei 168 Sitzplätzen nicht rentiert. Breitwandumstellung unterblieb auch als das Kiezkino 1959 von Heinz Viehweg weitergeführt wurde, Inhaber war die „Filmtheaterbetriebe Heinz Viehweg KG“. Sinkende Zuschauerzahlen der Kino-Krise führten 1962 zur Einstellung der L. K. Lichtspiele, auch nur 163 Plätze waren wohl nicht zu besetzbar. Nach der Schließung des Kinos spielte in den Räumen ab 1965/1966 das Theater Reichskabarett von Volker Ludwig. In die Geschäftszeile der Uhlandstraße ließen sich die ehemaligen Kinoräume gut einbeziehen. Im Erdgeschoss des Hauses gibt es neben einem Gastlokal auch ein Ladengeschäft, sowie in den Eckräumen eine Galerie. Vor der Ludwigkirchstraße 6 liegen Stolpersteine für Oskar Franke und Frieda Helft. |
| Rheingau-Theater (Lage) | Wilmersdorf Bergheimer Straße 1     | 1931–1961   | Der Bergheimer Platz liegt im Rheingauviertel, das von der Laubacher Straße nach Osten zu Friedenau abgegrenzt wird. Auf dem Platz steht die katholische Marienkirche in deren Gemeindesaal 1931 die Rheingau-Lichtspiele aufgenommen wurden. Das Gemeindehaus liegt an der Nordwestecke des Platzes an der Einmündung der Bergheimer Straße. Als Bestandteil der „Gartenstadt am Südwestkorso mit Künstlerkolonie“ wurde das Gebäude der katholischen Gemeinde 1930 durch Carl Kühn erbaut. Das Kirchengebäude adressiert unter Bergheimer Platz 2a. Der Gemeindebau mit verklinkerter Fassade im Erdgeschoss wird als Bergheimer Platz 1, bis Mitte der 1940er Jahre als Bergheimer Straße 1 adressiert. Das Kino im Gemeindesaal besaß 400 Plätze und tägliche Vorstellungen. Inhaber der Kinotechnik war Friedrich Kessel, sie bestand von Beginn aus einer Tonfilmeinrichtung von Kinoton. Zum Kino gehörte eine Mechanische Musik und der Saal bot eine Bühne von 4 m × 6 m. 1933 änderten sich wohl die Besitzrechte. Für 1933 ist die Rheingau-Lichtspiele GmbH in der Bergheimer Straße 1 unter den Gewerbetreibenden. da 1934 die „Polygon“ Lichtspielbetriebe GmbH von Walter Schönstedt als Inhaber eingetragen ist, es sind 340 Plätze angegeben. Als Inhaber folgte bis 1937 Paul Keidel. Ab 1. März 1938 wurden Thea Schallehn und Max Leschonski (Schallehn & Co.) Kinobesitzer, deren Geschäfte Werner Schallehn und ab 1940 Alfred Heyne führte. Die Umgebung am Laubacher Platz blieb nahezu gänzlich ohne Kriegsschäden. Zum Kriegsende mussten die Lichtspiele im Herbst 1944 auf Grund der Anweisung aus dem Goebbels-Ministerium den Betrieb einstellen. Nach Schwierigkeiten mit der Stromversorgung konnte das Rheingau Filmtheater jedoch bald den Spielbetrieb wieder aufnehmen. Unter der anfänglichen alliierten Kontrolle betrieb Schallehn das Kino mit 362 Plätzen und wiederum die Schallehn u. Co. Werner und Thea Schallehn. Die Bühne besaß eine Theaterlizenz, auch eine Opernlizenz, und war mit 5 m × 12 m × 6 m ausgewiesen. Vorstellungen wurden dreimal täglich und am Wochenende ein- bis zweimal zusätzlich (Spätvorstellung) gegeben. Technisch gab es für Filmvorführungen die Apparatur Ernemann II, die Verstärkeranlage Europa und eine Dia-Ausrüstung. 1956 wurde die Gesellschaftsform zur Schallehn und Co. OHG (Gesellschafter: Werner u. Thea Schallehn) umgebildet. 1957 folgte die Einrichtung für Breitwandfilme: Mit einer Ernemann VIIB- und der Ernemann II-Projektionsmaschine, Verstärkern und Lautsprecher von Klangfilm war das Bild- und Tonsystem CinemaScope/Einkanal-Lichtton für das Bildformat 1:2,35 möglich wie in den meisten Kinos Berlins. Die Dia-Wiedergabe erfolgte mit Dia-N. Die Zuschauerkapazität wurde auf 416 erhöht und die Bestuhlung im Saal bestand aus Flach- und Hochpolstersesseln sowohl von Schröder & Henzelmann als auch von Kamphöner. Mit den allgemein sinkenden Besucherzahlen war der Betrieb des Rheingau-Theaters nicht mehr zu finanzieren und so folgte das Ende 1961 als das Kino geschlossen wurde. |
| Rolandtheater (Lage) | Wilmersdorf Uhlandstraße 90         | 1910–1912   | „Wilmersdorf. Ecke der Uhland- und Lauenburgstr. wurde das ‚Rolandtheater‘ eröffnet.“ () Die genannte Ecke entspricht dem in den 1990er Jahren erbauten Eckhaus Fechnerstraße 10/Uhlandstraße 90. Die Uhlandstraße behielt durchgehend seit 1893 ihren Namen, während die seit 1890 so benannte Lauenburger Straße im Mai 1937 als Walter-Fischer-Straße und daraufhin im Juni 1947 in Fechnerstraße benannt wurde. Die gesamte vormalige Eckbebauung mit den Kinoräumen der 1910er Jahre wurde bei den Luftangriffen zerstört. 1909 war das Doppelgrundstück Uhlandstraße 89/90 zur ←Lauenburger Straße→ ←Uhlandstraße→ gegenüber ←Gasteiner Straße→ noch unbebaut. und 1910 war der Neubau (Uhlandstraße 89.90 / Lauenburger Straße 4.5) des Architekten Roch vom Hohenzollerndamm 196 errichtet. Im Folgejahr wurde der Rentier Meßner Eigentümer, während Roch Mieter war. Jedoch schon ein Jahr später ist Fritz Wespe nicht mehr unter den Mietern genannt und ab 1913 verlegte er seine kinematographischen Vorstellungen unter dem gleichen Namen als Roland-Lichtspiele in die Augustastraße 7 (Eva-Lichtspiele). Das ursprüngliche Gebäude, in dem 1910 bis 1912 Wespe sein Ladenkino besaß, wurde zusammen mit den Mietshäusern im Wilmersdorfer Zentrum südlich vom Postamt Wilmersdorf 1 (Uhlandstraße 86–90 fortlaufend und Fechnerstraße 12–16 gerade, auch gegenüber Uhlandstraße 106–113, sowie Gasteiner 6–10) durch Bombenschäden zerstört. Nach der Beräumung der Trümmer und Ruinen erfolgte seit den späten 1950er Jahren nur langsam eine neue Bebauung der Grundstücke. Das Eckgrundstück wurde nach kleiner Zwischennutzung aus den 1960er Jahren erst 1992/1996 mit einem siebengeschossigen Büro-, Geschäfts- und Wohnhaus mit Tiefgarage, Dachterrasse und Ladenzeile im Erdgeschoss bebaut, Uhlandstraße 88/90 mit Fechnerstraße 10 und 12. Es besitzt 15 Wohneinheiten und folgt dem geschwungenen Grundstückszuschnitt in die Fechnerstraße. |
| Rüdesheimer Lichtspiele (Lage)                                                                                              | Wilmersdorf Homburger Straße 26     | 1916–1966   | Der Kinostandort im Rheingauviertel lag an der Nordwestecke der Straßenkreuzung von Homburger Straße und Aßmannshauser Straße, die die Rüdesheimer Straße in einer Gabelung mit der Spessartstraße nach Norden fortsetzt. Das Wohnhaus wurde als Homburger Straße 12 (Aßmannshausener 13) 1914–1915 für Kaufmann Fröhlich (Architekten Rudolf Krause und Paul Jatzow) erbaut. Im Erdgeschoss des Neubaus war ein Ladenkino eingerichtet, Walter Fröhlich als Hauseigentümer war noch bis 1921 Kinobesitzer. Ab Mitte der 1920er Jahre wurde im Kino-Adressbuch als Gründungsjahr 1916 genannt. Walter Fröhlich als Kinoinhaber gab im Kinoadressbuch 1920/1921 als Gründungsdatum das Jahr 1919 an; er hatte (wohl) das erweiterte Ladenkino nach dem Umbau von 1918 als Eröffnung gesetzt. Seit der Umstellung der Nummerierungsart um 1938 ist das Wohnhaus als Homburger Straße 26 / Aßmannshauser Straße 13 adressiert, es steht unter Denkmalschutz. Die Gebäude an der Straßenkreuzung wurden bei Luftangriffen getroffen und beschädigt. Das Gebäude ist verändert erhalten geblieben. Der Kinoname Rüdesheimer Lichtspiele ergab sich (wohl) aus dem nahen 1913 eröffneten U-Bahnhof Rüdesheimer Platz der Linie U3 (Wilmersdorf-Dahlemer-Untergrundbahn). Wovon andererseits die umgebende Bebauung gefördert wurde. Das Kino-Adressbuch gibt 1920/1921 für die Rüdesheimer-Lichtspiele Walter Fröhlich als Inhaber und Wilke als Geschäftsführer an. Mit 270 Plätzen für Zuschauer gab es tägliche Vorstellungen. 1924 ist als Adresse „Homburger Straße 12 am Untergrundbahnhof Rüdesheimer Platz“ aufgeführt, der Inhaber ist Franz Markus Feßler, es wurden zwei Programme mit Stummfilmen jede Woche angeboten. Seit 1928 war Josef Steinberg Kinobesitzer, die Rüdesheimer Lichtspiele mit 170 Plätzen führte zunächst (Dr.) Spanier, ab 1931 ist Georg Steinberg der Geschäftsführer. Ab diesem Jahr gab es 230 Sitzplätze und Darbietung von drei Kinomusikern bei den tägliche Vorstellungen. Auch wurde 1931 die Tonfilmeinrichtung angeschafft. Nach einer kurzzeitigen Schließung im Jahre 1933 werden die Rüdesheimer Lichtspiele von Walter Schönstedt mit seiner „Polygon“ Lichtspielbetriebe GmbH weitergeführt. 1937 wurde die Anzahl der Plätze leicht auf 246 erhöht. (Polygon-Lichtspiel-Betriebe Schönstedt & Co.) Von ihm wurde das Kino durch die Kriegsjahre geführt. Nach Beschädigungen nur kurzzeitig unterbrochen lief der Betrieb 1946 unter der Polygon-Lichtspiel-Betriebe Schönstedt & Co KG mit E. Sittner als Geschäftsführer in den Nachkriegsjahren weiter. 1950 bestanden 258 Sitzplätze, es gab täglich drei Vorstellungen. Die technische Ausstattung waren Klangfilm-Verstärker, Projektor Ernemann II und die Dia-Einrichtung. Ab 1957 kamen die Matinee- und die Spätvorstellung hinzu, die Bestuhlung von Kamphöner waren 261 Hochpolstersessel. Die Vorführungsmöglichkeit von Lichtton-CinemaScope und SuperScope für Breitwandfilme im Format 1:2,35 ist ab 1959 angegeben mit Ernemann II und Verstärker und Lautsprechern von Klangfilm. Das Kino schloss 1966, daraufhin wurde das Haus 1966–1967 umgebaut. Danach befand sich im Kinosaal ein Supermarkt. Ersetzt wurde er durch ein Ladengeschäft für Möbel. Die im Haus Homburger Straße 26 1936 gegründete jüdische Möbelhandlung Max Grand & Co. wurde 1940 liquidiert. |
| Savoy (Lage) | Wilmersdorf Blissestraße 36         | 1957–1964   | „Kurz vor Weihnachten [1956] eröffnete Gustav Lehmann in Berlin-Wilmersdorf, Blissestraße 36, die neuerbauten ‚Savoy-Lichtspiele‘ mit 651 Sitzplätzen. Das von dem Architekten B. Sender geschaffene Theater ist ein ansprechender Zweckbau, dessen in braunrot gehaltener Innenraum den Erfordernissen der Cinemascope-Vorführung angepaßt wurde. Die Bestuhlung lieferte die Firma Kamphöner, im Vorführungsraum stehen Philips-Maschinen. Das neue Haus befindet sich in einem Stadtteil Berlins, in dem es bis vor kurzem kein CinemaScope-Theater gab. Seine Einrichtung mag einer der Gründe dafür gewesen sein, daß die in der Nähe befindlichen Eva-Lichtspiele der Firma Polygon inzwischen auf Cinemascope umgestellt haben.“ „1945 gab es auf der Blissestraße gegenüber der Einmündung der Hildegardstraße eine vier Häuser lange Kriegslücke. 1957 baute Herr Lehmann sen. dort ein Kino, das Savoy, das zunächst isoliert da stand. Das Savoy gehörte damals mit seinen 651 Plätzen zu den größten Kinos Westberlins. Es gehörte auch zu den modernsten, da es mit Cinemascope ausgestattet war und ein Raumklang-System mit Lautsprechern auf allen vier Seiten hatte. Das Savoy zeigte allerdings nur sieben Jahre lang Filme, von 1957 bis 1964. Dann erwies es sich als unrentabel, und Herr Lehmann sen. konzentriertee sich auf seine weiteren Kinos in Zehlendorf, darunter das Capitol. Seitdem werden im einstigen Kino Lebensmittel verkauft, zunächst unter dem Namen Reichelt, jetzt Edeka. An der Rückseite des Edeka-Verkaufsraums (oder vom Hof aus) kann man noch die Abschlußwand des Saals erkennen – leicht konvex gebogen wie die Leinwand damals, um die Breitwandfilme unverzerrt zeigen zu können.“ Das Savoy-Filmtheater gehörte Gustav Lehmann. Es gab tägliche Vorstellungen, je Woche mit Matinee-, Spät- und Jugendvorstellung waren es 18 Termine, zudem bestand die Theater- und Opernlizenz. Mit der Projektionsmaschine Philips FP 56 und Verstärkern und Lautsprechern von Klangfilm war die Darbietung von CinemaScope im Lichttonverfahren und Vierkanal-Magnetton von Filmen in den Formaten 1:2,35 und 1:2,55 möglich. Um 1960 kam die Schwerhörigenanlage hinzu, die Kamphöner-Bestuhlung bot Hochpolstersessel für due Zuschauer. Bei dem Zuschauerschwund in den 1960er Jahren wurde dieses Kino 1964 geschlossen. |
| Ufa-Theater Wilhelmsaue (Lage)                                                                                              | Wilmersdorf Wilhelmsaue 112         | (1942)–1943 | Auf ihrem 1929 erworbenen Grundstück errichtete die Religionsgemeinschaft der Christian Science 1936/1937 ihre Kirche Christi. Der Bau dieses Gemeindezentrums stammte von Otto Bartning. Am 4. Juni 1941 ordnete der Leiter des Reichssicherheitshauptamtes Heydrich die „Aktion gegen Geheimlehren und Geheimwissenschaften“ an, worauf auch die Christliche Wissenschaft betroffen war und am 9. Juni wurden reichsweit die Kirchentüren von der Gestapo versiegelt. Im Jahr 1942 übernahm das Reichsinnenministerium die Kirche und suchte nach einem Mieter und letztlich wurde das Gebäude an die Waffen-SS übergeben, deren Nordland-Verlag in die Vorhalle einzog. Im Kirchensaal richtete die Waffen-SS ein Kino mit 1000 Plätzen für geschlossene Veranstaltungen ein. Am 14. Dezember 1943 wurde das „interne Kino“ der Öffentlichkeit zugänglich gemacht. Das bei der Eröffnung gezeigte Melodrama besaß populäre Darsteller, darunter als Hauptdarstellerin Olga Tschechowa. Wegen der bei den Luftangriffen zerstörten Großkinos bestand deutlicher Mangel an Aufführungsstätten, so war auf diese Kirche zurückgegriffen worden. Die Spielstätte blieb jedoch nur zwei Tage öffentliches Kino, da es am Abend des 16. Dezember 1943 durch Brandbomben zerstört wurde. Das Kirchengebäude wurde 1956 mit vereinfacht wieder aufgebaut und 1957 erneut eröffnet. Das Gebäude steht auf der Berliner Denkmalsliste. |
| Uhlandtheater (Lage) | Wilmersdorf Uhlandstraße 83/84      | 1910–1912   | An das Postamt in der Uhlandstraße grenzt das sechsgeschossige Wohnhaus mit Ladenzeile Uhlandstraße 83/84. Das Zehnparteien-Mietshaus Uhlandstraße 83/84 vom Speditionsgeschäft Franzkowiak wurde 1906 erbaut, es gab eine Gastwirtschaft im Haus. Das Postamt war 1909 ein Neubau des Fiskus. 1910 hatte Josef Umlauf wohl in freistehenden Gasträumen ein Ladenkino, das „Uhlandtheater“, eröffnet. Im Wilmersdorfer Straßenteil des Berliner Adressbuchs 1912 war Umlauf noch als Mieter genannt. Als Gewerbetreibender in Wilmersdorf ist er für Uhlandstraße 83/84 mit kinematographischen Vorstellungen genannt. Im Jahre 1913 zog er mit seinem Kinematographen in den 250 Meter entfernten Neubau an der Ecke Gasteiner/Lauenburger Straße um und wurde Inhaber der G.L.U.-Lichtspiele. |
| Wittelsbach-Palast ---- Lichtspiele Wittelsbach (Lage)                                                                      | Wilmersdorf Berliner Straße 166     | 1913–1943   | Die Berliner Straße war die Ausfallstraße der Stadt Wilmersdorf, am Grundstück 165 wechselte der Straßenlauf auf Schöneberger Flur, in der Grunewaldstraße weitergeführt. 1912 wurde von Architekt Georg Pinette für die Schöneberger Unternehmer Sattler und Eisner ein Kinoneubau auf dem Wilmersdorfer „Grundstück 166“ errichtet. „Nach dem Entwurf des Baumeisters der Ausstellungshallen am Zoo, Herrn Georg Pinette, lassen, wie wir erfahren, zwei Amerikaner in der Nähe des Bayerischen Platzes, in der Berlinerstrasse, Wilmersdorf, auf einem Villenterrain ein grosses Kinematographen-Theater nebst Café erbauen. Das Theater soll in vornehmster Weise ausgestattet werden; das Café soll etwa 400, das Theater rd. 600 Personen fassen. Mit Bau soll am 15. März begonnen werden.“ () Das „Lichtspielhaus am Bayerischen Platz Sattler & Eisner“ wurde für die Kinobesitzer Dave Eisner und Oscar Sattler mit dem Sitz ihrer Firma notiert. Dieser Kinoname bezog sich auf den 250 Meter entfernten Bayerischen Platz in Schöneberg. Das Grundstück 166 unterstand durch die Lage der Steuerhoheit der Stadt Wilmersdorf. Im Adressbuch ist das „Lichtspielhaus Wittelsbach Berliner Straße 166“ im Wilmersdorfer Gewerbeteil mit kinematographische Vorstellungen aufgenommen. Der Kinosaal lag einschließlich Vorführraum längs von der Straßenfront ab und bot Plätze für 617 Zuschauer. Offensichtlich ist der Namensbezug zum „Café Wittelsbach“ von Cafetier Meißner im Mietshaus Bayerischer Platz 2. Die Kaufleute Dave S. Eisner (aus W 30 Münchener Straße 14 Erdg.) und Oscar Sattler (aus Bozener Straße 8, ab 1918 Bozener Straße 11) waren die Gesellschafter der „Lichtspiele Wittelsbach GmbH“, der Hauseigentümerin der Berliner Straße 166. Deren Geschäfte führte 1914 der Georg Pinette (Architekt aus der Jenaer Straße 9), er war im Kriegsjahr 1915 nicht mehr unter den Berliner Einwohnern genannt. Das Café Wittelsbach von Cafetier Meißner am Bayerischen Platz 2 bestand in den nächsten Jahren weiterhin ohne nachweisbaren Bezug zum Kino. Wohl als Verleiher der für ihr Lichtspielhaus gekauften Filme nahm 1915 die „Sattler & Eisner Filmvertrieb“ ihren Sitz in SW 48 Friedrichstraße 235, wo im Geschäftshaus der Friedrich-Wilhelm-Passage überwiegend Gesellschaften der Filmbranche ansässig waren. Sattler & Eisner zog 1917 in die Friedrichstraße 226 um. Der Kapellmeister Josef Streletzky übernahm 1915 nach Ausfall von Pinette die Geschäfte der Lichtspiel-GmbH. Von seiner Wohnung im Erdgeschoss des Gartenhauses Prager Platz 3 zog er 1916/1917 als „Direktor der Lichtspiele Wittelsbach“ in die Jenaer Straße 16. Unter der Adresse Berliner Straße 166 sind die „Lichtspiele Wittelsbach“ im Kino-Adressbuch und unter den Wilmersdorfer Gewerbetreibenden mit kinematographischen Vorstellungen im Berliner Adressbuch aufgenommen. Die Kapazität an (amtlich) angemeldeten Plätzen lag zwischen 420 und über 500 Zuschauern. Das Kino blieb 1918 in Betrieb, jedoch die beiden Händler waren 1917 aus dem Haus ausgezogen. Jedenfalls kam die von Streletzky geführte GmbH als Kino- und Hausbesitzer 1918 in finanzielle Schwierigkeiten, der Eintrag lautet: „Lichtspiele Wittelsbach GmbH in Liquidation“. Das Haus wird 1918 von Frau Grochtmann der Besitzerin des Nachbarhauses 165 übernommen und es zog eine Wildhandlung neu ein. Josef (von) Streletzky wurde 1919 Theaterdirektor seines „Wittelsbach-Theater Joseph Streletzky“. 1920 wird das Kino bei 550 Sitzplätzen noch drei bis vier Tage je Woche durch Streletzky bespielt, aber danach war der Eintrag für Jenaer Straße 16: „Bankier Josef von Strelitzki“, wobei er sich das von zugelegt hatte. Daraufhin übernahm 1921 durch die Deutsche Cines GmbH das Kinogebäude übernommen. Kino und Gebäude wurde von C. Georg Lischka umgebaut, wobei der Saal auf 833 Plätze erweitert wurde. „Das frühere Wittelsbach-Kino in der Berliner Straße zu Wilmersdorf ist unter dem Namen ‚Cito-Cinema‘ neu eröffnet worden.“ () Seit der Liquidation der GmbH hießen die Wittelsbach-Lichtspiele „Wittelsbach-Theater“, Lichtspielhaus. Das Haus mit dem Theater und den beiden Handelsgeschäften ist zeitweise für Frau Grochtmann aus Haus 165, aber auch für die Deutsche Cines GmbH notiert. Die Kapazität des Kinos ist zu Beginn der 1920er Jahre mit Plätzen für 550 Zuschauer ausgewiesen, bei täglichem Spielbetrieb wird in der Woche das Programm zweimal gewechselt. Die Geschäfte der Cines werden von Frau Kanowski geführt. Der Kinobesitzer Fritz Staar hatte im Lauf des Jahres 1925 das Wittelsbach-Theater als Inhaber (Wohnung: Wilmersdorf Lauenburger Straße 4) übernommen, im Kino-Adressbuch gab er 700 Sitzplätze für den „Wittelsbach-Palast“ an. Die Deutsche Cines und die Cito Films gab es nicht mehr, die Cito-Verlagsgesellschaft war umgezogen. Eigentümer des Hauses Berliner Straße 166 ist ab damals der „Wittelsbach Palast“. Der Wittelsbach-Palast war in den späten 1920er Jahren mehrfach Uraufführungskino, wie am 13. Dezember 1929 für den Film Besondere Kennzeichen. Mit Besitzänderungen im deutschen Kinobetrieb ging auch dieses große Lichtspielhaus 1927 mit den „Staar-Filmbetrieben“ zeitweise in den Fonds der „National-Film-Theater GmbH“. Jedoch Fritz Staar blieb ab 1925 verantwortlicher Betreiber und Besitzer bis zum Ende dieses Kinotheaters auf Grund der Bombenschäden. Mit dem Kinobesitz war der Lichtspieltheaterbesitzer Fritz Staar auch Hauseigentümer des Gebäudes. Im Wittelsbach-Palast waren neun Kinomusiker beschäftigt, sie begleiteten die täglichen Vorstellungen solange Stummfilme vorgeführt wurden. Geschäftsführer war Alfred Randow mit täglichen Vorstellungen vor 650 Sitzplätzen. 1931 wurde die Tonfilmeinrichtung von Klangfilm installiert, zum Geschäftsführer wurde Max Steinke, um weiteren sind ab 1931 700 Sitzplätze ausgewiesen. Durch den Architekten Ernst Bielfeld folgte 1937 ein erneuter Umbau und im Kinosaal standen für Zuschauer 750 bis 760 Sitzplätze zur Verfügung. Seither führte Herbert Trettin die Geschäfte von Staar im Wittelsbach-Palast bis, wohl unter Kriegseinflüssen, 1941 noch Hugo Michaelis der Geschäftsführer wurde. Das ehemalige Gebäude des Wittelsbach-Palastes besaß bei einer Straßenfront von 20 Metern eine bebaute Grundstückstiefe von 50 Metern, so dass der Kinosaal bis zu 780 Plätze aufnehmen konnte. Das Eckhaus Berliner Straße 167/Kufsteinstraße 2 schloss nach Osten an. Zum fünfgeschossigen Nachbarhaus verblieb im Anstand eine Durchfahrt auf dessen Hof. Diese beiden Nachbarhäuser überstanden nahezu unbeschadet, dagegen wurde das Kinogebäude im Zweiten Weltkrieg bei einem Luftangriff durch Bombentreffer zerstört. Anfang der 1960er Jahre wurde das beräumte Ruinengrundstück in geringerer Haustiefe mit einem sechsgeschossigen Wohnhaus und Ladengeschäften im Erdgeschoss neu erbaut. Die Grundstückstiefe wurde zusätzliche Hoffläche. |

## Kinoliste von Westend
| Name/Lage                               | Adresse                  | Bestand   | Beschreibung |
| --------------------------------------- | ------------------------ | --------- | --- |
| Eden-Lichtspiele (Ahorn-Theater) (Lage) | Westend Ahornallee 1/2   | 1924–1944 | 1924 wurde das Kino im Festsaal eines Gartenlokales eingerichtet und zunächst Ahorn-Theater genannt, mit der Übernahme durch Wilhelm Prüße wurde es in Eden-Lichtspiele umbenannt. Im Zweiten Weltkrieg wurde das Gebäude vermutlich 1944 zerstört. Das Haus Ahornallee 1 (in Berlin 14050) existiert nicht mehr. Es befand sich an der Ecke zum Spandauer Damm 127 (früher: Spandauer Chaussee), das Grundstück wurde nach dem Zweiten Weltkrieg neu bebaut. |
| Kino in der Waldbühne (Lage)            | Westend Waldbühne        | 1950–2003 | Die Berliner Waldbühne wurde im Zuge der Baumaßnahmen für die Olympischen Spiele von 1936 unter Leitung des Architekten Werner March nach Plänen von Konrad Robert Heidenreich errichtet und trug den Namen „Dietrich-Eckart-Freilichtbühne“. Nach dem Zweiten Weltkrieg erhielt die Bühne den Namen „Waldbühne“. Zunächst diente sie als Freilichtkino (u. a. Spielort der Berlinale), dann wurde sie für Boxkämpfe genutzt. In den 1960er Jahren wurden Kriegsschäden beseitigt. Ab 1961 wurde sie vor allem für Rockkonzerte genutzt. Sie bietet Platz für 22.000 Zuschauer. Im Juni 1950 eröffnete Kurt Tuntsch, Direktor der Filmbühne Wien, das Freilichtkino in der Waldbühne mit dem WB-Farbfilm Robin Hood, König der Vagabunden. Die 1200 Sitzplätze bestanden aus Gartenstühlen und den Rängen. Die Bildgröße betrug damals 10 m × 12 m (Bildwand 14 m × 17 m), der Projektorenabstand 70 Meter. Zwischen 1956 und 1959 führte Walter Jonigkeit das Freilichtkino in der Waldbühne. Kultstatus besaßen die Filmvorführungen („Kino in der Waldbühne“) der Blues Brothers und der Rocky Horror Picture Show, zu denen jährlich tausende Fans in Verkleidung zum lautstarken Mitsingen kamen. Seit den 2000er Jahren finden diese Kino-Veranstaltungen aber nicht mehr statt, mit einer schlecht besuchten Ausnahme im Jahr 2006. Im Jahr 2012 gab es abermals einen Versuch mit Freilichtkino. |
| Oberon (Jerboa Cinema) (Lage)           | Westend Heerstraße 1     | 1937–1990 | Das Amerikahaus am Theodor-Heuss-Platz 5–7 in Berlin wurde 1928–1930 nach Entwürfen Heinrich Straumers durch den Bauunternehmer Heinrich Mendelssohn als Geschäftshaus und Kino (Oberon) errichtet. Die Deutsche Reichspost im benachbarten Deutschlandhaus nutzte ab 1. November 1938 den Turm des Amerikahauses für ihren Fernsehsender. 1943 zerstörten alliierte Bomben den Sender, das Gebäude nahm nur geringen Schaden. Die Britischen Streitkräfte übernahmen das Amerikahaus nach dem Zweiten Weltkrieg als Naafi-Club (Navy-Army-Air Force-Institution). Im Bau saßen Geschäfte, Restaurants und Clubs für Angehörige der Streitkräfte, sowie das „Globe-Cinema“ (auch „Jerboa-Cinema“ genannt). Aktuell nutzt das Kabarett Die Wühlmäuse das ehemalige Kino. |
| Olympia-Lichtspiele (Lage)              | Westend Preußenallee 4–8 | 1947–1958 | Die „Olympia-Lichtspiele am Bahnhof Heerstraße“ bestanden mit Unterbrechung von 1947 bis 1958. Zeitweise fanden im Kino auch Gottesdienste der Neu-Westend-Kirche statt. Das Kino wurde um 1959 abgerissen. In der Preußenallee 6 befindet sich der Sportplatz und in Nr. 8 die Turnhalle der TU Berlin. |
| Puck-Filmtheater (Lage)                 | Westend Steubenplatz 3–5 | 1939–1967 | 1939 wurde das repräsentative Wohn- und Geschäftshaus am Steubenplatz 3–5 errichtet, Eigentümer war der Kaufmann R. Herrmann. Hofseitig war 1939 dem Haus schon in der Planung ein Saalbau angefügt. In den Filmtheater-Adressbüchern ist das Kino ab 1953 und im Berliner Adressbuch ab 1946 erstmals verzeichnet, vielleicht kam es vorher gar nicht mehr zu einer Eröffnung. Nach dem Zweiten Weltkrieg diente es 1946–1952 als britisches Truppenkino und zeigte britische und amerikanische Filme, bis es ab 1952 wieder öffentlich zur Verfügung stand. 1967 wurde das Kino geschlossen, danach wurde aus dem Kino ein Supermarkt. |
| Splendid (Lage)                         | Westend Kaiserdamm 29    | 1927–1978 | Der 1927 entstandene Bau von Gustav Neustein enthält ein zweigeschossiges Kino, das sich um die Hausecke zieht. Durch den Haupteingang am Kaiserdamm betrat man eine fast quadratische Kassenhalle das Foyer. Von hier aus erreichte man den an der Meerscheidstraße gelegenen Zuschauerraum über zwei Türen. Der Rangbereich wurde über zwei Treppen ebenfalls vom Foyer aus erreicht. Eine umlaufende, schabrackenartige Verzierung aus Gold setzte die Wände von der gold-weiß gemaserten Decke ab, die ein runder Leuchter aus Metall zierte. Im Saal setzen golden glänzende Ausstattungsstücke, wie Beleuchtungskörper oder die Rangbrüstung prächtige Akzente. An der Frontseite des Theaters zum Kaiserdamm erhob sich über drei Doppeltüren eine fast quadratische Werbetafel mit einem von vorkragenden blauen Lichtbändern bestehenden Rahmen, auf dem der rot leuchtende Kinoname „SPLENDID“ stand. Das Kino war von 1927 bis 1978 in Betrieb und hatte im Jahr 1929 600 Plätze, 1966 waren es 500 und 1977 nur noch 320 Plätze. Nach der Schließung wurde es als Supermarkt genutzt. Nach einiger Zeit Leerstand eröffnete 2008 in den Räumen zunächst ein Steakhaus und im gleichen Jahr dann ein italienisches Restaurant, das auch den Saal mit Bühne aktuell für Veranstaltungen nutzt.                                                                                                 |

## Kinoliste Schmargendorf, Grunewald, Halensee
| Name/Lage                                                      | Adresse                            | Bestand   | Beschreibung |
| -------------------------------------------------------------- | ---------------------------------- | --------- | --- |
| Pan Filmtheater --- Pax (Lage)                                 | Grunewald Lassenstraße 16          | 1945–1958 | „Vor 1945 gab es auf der Nordseite des Kurfürstendamms in Grunewald zwischen Bornimer Straße und der S-Bahn zwei sehr beliebte Kinos, eines hieß Rivoli, das andere Rote Mühle. Beide Kinos wurden im Krieg durch Bomben zerstört. Und so etablierte sich nach 1945 vorne in der Lassenstraße an der Bismarckallee ein kleines Kino – das ‚Pan‘.“ () Das Pan wurde 1945 in der unzerstörten Gymnastik-Halle der Hildegard-Wegscheider-Oberschule (1939 Johanna-von-Puttkamer-Schule) eingerichtet. Das Kino besaß in den 1940er Jahren 352 Plätze, ab den 1950er Jahren wurde es mit 277 Plätzen angegeben. Inhaber des Kinos war zunächst Johannes Betzel, der schon seit den 1930er Jahren als Kinounternehmer in Berlin und Dessau wirkte, später auch in Hamburg. Geschäftsführer im Panfilmtheater war Ronald Forte. Es gab täglich zwei Vorstellungen. 1953 waren Walter Bornholdt und Hermann Pentke Inhaber des Kinos und nahmen zusätzlich eine Vorstellung hinzu. Ab 1955 übernahm Erich Otto das PAN-Filmtheater. Es gab für die Filmprojektion eine Erko IV-Apparatur, Verstärker von Klangfilm und eine Dia-Einrichtung mit Ton. Die Bestuhlung waren dann 277 Hochpolstersessel von Kamphöner. Wie in anderen Berliner Kinos folgte 1957 die Einführung der Breitwandvorführung mit 16 Vorstellungen je Woche. Auch bei Nutzung des Bild- und Tonsystems CinemaScope im Lichttonverfahren und Format 1:2,35 blieben die finanziellen Schwierigkeiten und es stand (wohl) wieder die schulische Nutzung der Räume im Vordergrund. Das PAN-Filmtheater wurde 1958 geschlossen. |
| Concordia-Lichtspiele (Lage)                                   | Halensee Westfälische Straße (35)  | 1912–1919 | Die beiden Wohnhäuser Westfälische Straße 35 und Joachim-Friedrich-Straße 10b von Rentier Henne mit jeweils sieben Mietern standen auf dem gemeinsamen Grundstück zusammen. Für das Jahr 1912 ist unter den Mietern Otto Saewe mit den Concordia-Lichtspielen in der Westfälischen Straße 35 und seiner Wohnung in der Joachim-Friedrich-Straße 33 notiert. Im Folgejahr hatte Otto Saewe seine Wohnung Nestorstraße 14 II. Stock Gartenhaus und sein Kinematographentheater in Joachim Friedrich-Straße 10a. Aus der wechselnden Adressangabe des Kinos ergibt sich, dass der Eingang des Ladenkinos (wohl) von der Straßenecke aus lag. Im Kinoadressbuch sind 121 (amtliche) Sitzplätze für das Concordia eingetragen. Im Adressbuch für den Stand von 1919 fehlt für Westfälische Straße 35 (bei 13 Mietern), für Joachim-Friedrich-Straße 10a (bei elf Mietern, dafür Damen- und Herrenkonfektion Jablonski & Kluge) und ebenfalls im Wilmersdorfer Gewerbeteil ein passender Kinoeintrag. Dagegen ist Otto Säwe aus der Joachim-Friedrich-Straße 5 als Maler im Einwohnerteil aufgenommen, der noch im Vorjahr unter dieser Wohnung als Inhaber der Concordia-Lichtspiele, Westfälischestraße 35 eingetragen wurde. Bei den Luftangriffen 1943 wurden die Häuser der Joachim-Friedrich-Straße, südlich vom Kurfürstendamm beschädigt. Insbesondere erhielten die beiden Eckhäuser 10 und 10a an der Westfälischen Straße schwere Schäden. Das Grundstück Westfälische Straße 35 blieb nach der Ruinenberäumung unbebaut, das Eckgrundstück wird als Joachim-Friedrich-Straße 10a geführt. Ein Teil des Altbaus Joachim-Straße 11 blieb bestehen, in die Westfälische Straße steht ein Teilaltbau zum Wohnhaus 34 gehörend. |
| Kammerlichtspiele --- Kamera Cicero Lichtspiele (Lage)         | Halensee Kurfürstendamm 152        | 1925–1943 | „Ein neues Kino am Kurfürstendamm: Schon etwas hoch oben in Halensee, am Kurfürstendamm Nr. 152, wurden die Cicero-Lichtspiele, abgekürzt ‚Ci—Li‘, woraus der Volksmund allerdings nach der am Kurfürstendamm beliebten Cognac-Curacaomischung schnell ‚Cico‘ machte, eröffnet. Das schmucke Theaterchen, das ja in Bälde in den neuen Efa-Ateliers gute Filmnachbarschaft erhält, wurde mit einem ‚Amerikaner‘ nicht gerade neuester Produktion, dem Film Das Mädchen aus dem fünften Stock (Regie Sven Gade) aufgemacht, der die richtige Mischung hat, um dem Publikum wohlzugefallen, ‚Cico‘ wird den Leuten schon schmecken, wenn, wie geplant, der Spielplan mit besonderer Sorgfalt ausgewählt wird.“ () Das „Cicero“ 1926/6309 befand sich im Eckhaus auf dem Halenseer Grundstück Kurfürstendamm 152 („Eckhaus am Lehniner Platz“) an der Westecke zur Cicerostraße. Die gegenüberliegende Schaubühne auf 153 gehört zum Ortsteil Wilmersdorf. Auf Grundstück 151 befand sich die Ausstellungshalle zunächst mit dem Automobilunternehmen Olympia, seit 1926 sind darin auch Film-Unternehmen vertreten. Spätestens 1927 wurde das Kino von der Vereinigten Thurmann-Lichtspiele weitergeführt und in „Kammerlichtspiele Kurfürstendamm“ umbenannt. Das täglich bespielte Kino besaß 274 Plätze. 1928 übernahm der Kinounternehmer Julius Huppert („Autopalast des Westens“, Joachim-Friedrich-Straße 37/38) mit der „Zoo-Lichtspiele GmbH“ und verpachtete das Haus an (Herrn) Neuer. 1932 wurde Dipl.-Ing. Siegfried Ebenstein Inhaber der Kammer-Lichtspiele und schafft die Tonfilmeinrichtung von Klangfilm an. Im Jahr 1934 war Heinz Kernke, und spätestens ab 1937 Margarethe Branske die Inhaberin, sie gab 243 Sitzplätze an. Ab 1941 verheiratet mit Fritz als Margarethe Guhle eingetragen, auch als Besitzer des Luxor-Palastes. Die Vorstellungen der Kammer-Lichtspiele endeten, als das Eckhaus mit dem Kino im Krieg zerstört wurde, wie die Gebäude zwischen Nestor- und Cicerostraße der Halenseer Seite am Kurfürstendamm. Das fünfgeschossige Wohn- und Geschäftshaus (38 Wohnungen, Büroetagen, Penthouse) wurde nach der Trümmerbeseitigung in den 1960 Jahren erbaut. |
| Lichtspiele Georg Wilhelm (Lage)                               | Halensee Georg-Wilhelm-Straße 5    | 1912–1926 | Die Georg-Wilhelm-Lichtspiele bestanden ab 1912 1914 war Georg Pinette Geschäftsführer der „Lichtspiele Georg Wilhelm“ GmbH und führte auch die „Lichtspiele Wittelsbach GmbH“. Im Berliner Adressbuch von 1924 ist das Kino als St. Georg Theater mit dem Sitz der GmbH in W10 Friedrich-Wilhelm-Straße 11 aufgenommen. Die Nutzung der Räume als Ladenkino endete 1926. Eröffnet und zunächst wurde die Spielstätte von der „Lichtspiele Georg Wilhelm GmbH“ betrieben, deren Geschäftsführer Friedrich Moeck war, unter den Wilmersdorfer Gewerbetreibenden mit kinematographischen Vorstellungen sind im Adressbuch sowohl die GmbH als auch Moeck aufgeführt. Die Inhaber oder Gesellschafter wechselten im Zeitraum der Inflation: für 1918 ist Max Seidenbeck, 1920 und 1921 Salwitz (Karl Salwitz, Jaques Salwitz, Kaufmann Georg(?) Salwitz) aus der Markgraf-Albrecht-Straße 13. Im Kino-Adressbuch wurden vom Inhaber für 1917 200 Sitzplätze angegeben mit Eintrittspreisen zwischen 0,40 und einer Mark. Das Programm wechselte am Dienstag und Freitag und gespielt wurde täglich, im Juli und August allerdings nur die „halbe Woche“. Spätestens für 1925 ist Arthur Baumann (1922: für Excelsior Lichtspiele in N65 Müllerstraße 137) als Inhaber im Kino-Adressbuch aufgeführt. Das Haus, in dem sich das Kino befand, wurde im Weltkrieg wie das gesamte Karree nordöstlich vom Henriettenplatz zerstört. Das Grundstück wurde nicht wieder bebaut und es befindet sich auf Grundstück 5 und 6 ein Spielplatz. |
| Rivoli --- Kurfürstenpark-Lichtspiele (Lage)                   | Halensee Kurfürstendamm 119/120    | 1918–1943 | Das vormalige Kinogebäude lag an der westlichen Ecke vom Kurfürstendamm mit dem Kronprinzendamm / Bornstedter Straße südwestlich der Kurfürstendammbrücke, es wurde 1943 bei den Luftangriffen zerstört. Auf dem Grundstück (Grundstück 119/120) wurde 1892 vom Unternehmer Köhler das Gasthaus Kurfürstenpark erweitert. Mehrfach erweitert und im hinteren Garten wurde ein Tanz- und Theatersaal errichtet. 1910 bestand Otto Brauns Restaurant „Zur ewigen Lampe“. 1918 wurde im Tanzsaal der Gastwirtschaft „Kurfürstenpark“ im Westen von Wilmersdorf ein Filmtheater eingerichtet. Für 1917 ist der „Kurfürstenpark“ von Gastwirt Pallas als GmbH in Liquidation und für 1918 ist das „Lichtspielhaus Kurfürstenpark“ von Theaterdirektor Franz Tischler-Tielscher aufgenommen, der Eigentümer der Immobilie ist jeweils der Rentier Nathan aus Berlin. Mit seinen 500 Sitzplätzen (angegeben sind anfangs 1000 behördlich genehmigte Sitzplätze) bekam es den Beinamen „KuPark-Kintopp“ und es gab tägliche Vorstellungen. In den 1920er Jahren führte die Tänzerin und Choreographin Mary Wigman auf dem Grundstück eine Tanzschule. In unmittelbarer Nähe im Kaiser Wilhelm-Garten kam das Kino der Roten Mühle hinzu. Die Inhaberin der Kurfürstenpark-Lichtspiele wurde die Elfenschloß GmbH und geführt wurde das Kino 1920 von Joseph Bauer, 1921 von Direktor Harry Schreyer, 1924 Paul Hildebrand. Inhaber der Elfenschloß GmbH und damit der Lichtspiele ist der Kaufmann David Finkenstain aus Wilmersdorf, Kurfürstendamm 119/120. 1927 wurde das Kino in „Rivoli-Lichtspiele“ umbenannt, da es die Deutsche Lichtspiel-Betriebs-AG „De-Li-Be“ übernahm. Mit zunächst 600 Plätzen und täglichem Spielbetrieb gingen die Rivoli-Lichtspiele Halensee 1928 an die Kurfürstendamm Lichtspiele GmbH von Leo Schaps mit 569 Plätzen, acht Kinomusikern und tägliche Vorführungen. Ab 1930 gab es die Tonfilmeinrichtung von Klangfilm/Tobis. Direktor Karl Selak war ab 1931 Inhaber des 600-Plätze-Kinos mit seiner Elite Kino GmbH. 1934 führten Karl Jünger und Hans Gruber die Geschäfte der „Cosima“ Lichtspiel-Theater Betriebs-Ges.mbH im Rivoli. Verwaltungstechnisch kam das Grundstück mit der Bezirksreform 1938 zu Grunewald. 1937 wird der Kinounternehmer Willy Hein, im weiteren zusammen mit H. Niendorf der Besitzer. Durch die erheblichen Bombenschäden wird der Kinobetrieb im Rivoli 1943 eingestellt. Hein besaß auch das Filmtheater auf dem benachbarten Grundstück 121/122 „Rote Mühle“. Autowerkstatt, Bremsendienst und Autolicht sowie eine Groß-Tankstelle befanden sich seit Mitte der 1930er Jahre auf den benachbarten Grundstücken zwischen Bornstedter und Bornimer Straße. Der in den 1950er Jahren geplante Wiederaufbau des „Rivoli“ fand nicht statt, das Gebäude stand noch bis in die 1960er Jahre zerstört an seinem Platz, danach entstand dort eine Tankstelle. 1994 wurde auf Kurfürstendamm 119 Ecke Bornstedter Straße ein Bürogebäude in den Kronprinzendamm hinein errichtet. Auf Kurfürstendamm 120 steht ein achtgeschossiger Wohnhausturm des deutsch-amerikanischen Architekten Helmut Jahn. |
| Rote Mühle (Lage)                                              | Halensee Kurfürstendamm 122        | 1927–1943 | Das vormalige Kinogebäude (Grundstück Kurfürstendamm 121/122) lag an der Ecke Bornimer Straße unweit der Kurfürstendammbrücke, es wurde 1943 bei den Luftangriffen zerstört. 1892 wurde von Meyer im gleichen Jahr wie der Kurfürstenpark das Etablissement Kaiser-Wilhelm-Garten eröffnet. Es gab den Restaurationsbetrieb, der Redoutensaal wurde für Bälle der besseren Gesellschaft und von Studentenkorporationen genutzt, sonntags, montags, mittwochs und donnerstags war großer Ball, täglich gab es Konzerte von Orchestern und Militärkapellen. Die Inhaber wechselten mehrfach. In den 1920er Jahren wurde das Gebäude im Stil der Neuen Sachlichkeit als Rote Mühle modernisiert. Im Hauptgebäude, in dem bis etwa 1925 allabendlich Tanzveranstaltungen stattfanden, wurde 1927 das Lichtspielhaus „Rote Mühle“ eingerichtet. Es war durch den Architekten Fritz Wilms in den vorhandenen Räumen zu Kinozwecken im Auftrag der Zelnik Film GmbH umgebaut worden. Unweit vom Bahnhof Halensee war es Ausflugsgaststätte und gehörte nahe „der S-Bahn [zu den] zwei sehr beliebten Kinos, beide Kinos wurden im Krieg durch Bomben zerstört.“ () Betreiber des Filmpalastes „Rote Mühle“ mit 855 Plätzen (anfangs waren 1000 Plätze genannt) war Hermann Feldschuh für die Friedrich Zelnik Film GmbH.1929 erfolgte der Besitzerwechsel zur Rote Mühle GmbH mit Geschäftsführung von Bruno Mayer und Direktion von Eugen Illes, der 1930 auch die Geschäftsführung übernahm. Die täglichen Vorstellungen wurden von zehn festen Kinomusikern begleitet. 1930 kam die Tonfilmeinrichtung der Firma Melrob hinzu. 1931 wurde Leo Schaps Inhaber und 1932 die Halenseer Kinobetriebs Ges. mbH deren Geschäfte Karl Sedlak und Leo Schaps führten. Im Film-Palast Rote Mühle gab es die Tonfilmeinrichtung, eine mechanische Musik-Anlage und weiterhin die Begleitung durch zehn Musiker, die Willy Hein als Inhaber der „Willy Hein GmbH“ bei seinem Eintrag Kino-Adressbuch nicht mehr angibt. Er nannte im Adressbuch eine Tonfilmeinrichtung von Kinoton. Willy Hein führt die „Rote Mühle“-Lichtspiele, ab 1938 gemeinsam mit H. Niendorf, bis diese wegen der Bombenschäden 1943 geschlossen werden mussten. Für Willy Hein sz das benachbarte Ensemble als Wohnsitz eingetragen. Nach der Beräumung der Gebäudereste in den 1950er Jahren blieb der straßennahe Teil des Grundstücks vom Kinobau unbebaut, in der Tiefe vom Kurfürstendamm weg stehen fünfgeschossige Wohnhäuser der 1950er Jahre mit Geschäftszeile im Erdgeschoss, Kurfürstendamm 121–122a. |
| Saba --- Gnom-Lichtspiele (Lage)                               | Halensee Kurfürstendamm (140)      | 1950–1967 | Die Gebäude am (erst seit 2004 benannten) Agathe-Lasch-Platz waren durch Kriegseinwirkungen geschädigt worden, das Haus 140 war weniger beschädigt als die am Kurfürstendamm zur Nestorstraße folgenden Gebäude. „Im Berliner Stadtteil Halensee, am Kurfürstendamm 140, eröffneten die Gnom-Lichtspiele, ein sogenanntes „schmales Handtuch“, dessen technische Ausstattung sein Besitzer, Herr Walter Rahn, noch aus Hohenneuendorf (Ostberlin) herübergerettet hat. Das Theater, das 195 Plätze hat, ist als Stammkino einer stark zerbombten Gegend gedacht, seine Besucher können sich weite Wege den Kudamm hinunter ersparen.“ () Das Kino war mit einer Hahn-Goerz-Projektionsapaaratur mit Lichtquelle Reinkohle, Klangfilm-Eurodyn-Verstärker und tönender Diaeinrichtung ausgestattet. Es gab an den sieben Tagen der Woche insgesamt 21 Vorstellungen. Die Bestuhlung waren Kinosessel mit Rückenpolster. Das Kino wechselte 1960 den Besitzer. Mit der Übernahme durch Franz Gebert erhielt das Kino 1961 den Namen Saba-Lichtspiele. 1967 endete der Spielbetrieb. Im gleichen Haus an der Ecke vom Kurfürstendamm zur Johann-Georg-Straße befand sich auch der Sitz des SDS (Sozialistischer Deutscher Studentenbund) und der Polizeiabschnitt 20. Nach der Schließung des Kinos wurde das Haus 140 bald abgerissen und 1971/1973 entstand zwischen der Einmündung Joachim-Friedrich- und Johann-Georg-Straße das „Kurfürstendamm-Center“ mit der Adresse Kurfürstendamm 142/147 (Gebäude 142/143 und 146/147) zur Nestorstraße. Im Gebäude befand sich seither auch das Generalkonsulat der Türkei. Vom Eckbau des sechsgeschossigen Wohn- und Geschäftshauses entlang der Straßenfront (nach Westen) von der Nestor- zur Einmündung Joachim-Friedrich-Straße gibt es keinen Bezug zum vormaligen Kinostandort. |
| Dedy-Lichtspiele (Lage)                                        | Schmargendorf Warnemünder Straße 8 | 1951–1972 | Das „Dedy“ war ursprünglich der Saal der daneben liegenden Gaststätte „Forsthaus Schmargendorf“, der 1951 zum Kino umgebaut worden war. Das Grundstück befindet sich südlich nahe dem Städtischen Friedhof Schmargendorf, das Restaurant lag Warnemünder/Misdroyer Straße und war bei den Luftangriffen beschädigt worden. „Dedy-Lichtspiele in Berlin-Schmargendorf: In der Warnemünder Straße 8 in Berlin-Schmargendorf wurden die Dedy-Lichtspiele eröffnet, ein Theater, das 308 Besuchern Platz bietet. Das Theater wird von einer GmbH betrieben, deren Geschäftsführer Kaufmann Kurt Paschen, der früher die Leitung der Kakadu-Lichtspiele an der Jannowitzbrücke hatte, und Kauffrau Margarete Urbscheit, Hamburg, sind. Da dieser Stadtteil Berlins mit Filmtheatern nicht überbesetzt ist, dürfte sich das neue Haus bei den Anwohnern bald beliebt machen.“ () Ab Mitte der 1950er Jahre wurde Marga Urbscheit, Dahlem Max-Eyth-Straße 31, die Inhaberin, die Geschäfte führte Walter Schulze. Die Anzahl der Plätze sank leicht auf 292 Polster-Kinosessel von Schröder & Henzelmann. Bei täglichen Veranstaltungen wurden 21 Vorstellungen in der Woche gegeben, bis 1960 in den Sommermonaten 16-mal gespielt, dazu gab es zwei Spätvorstellungen, teilweise eine Jugendvorstellung. Die Ausstattung waren der Apparat Nitzsche Matador I B, Verstärker von Zeiss Ikon und Diaeinrichtung mit Ton. Breitwandfilme war mit dem Bild- und Tonsystem CinemaScope-Lichtton im Format 1:2,35 möglich. 1960 bis mindestens 1962 wurde das Kino für Urbscheid von der „Polyphon Lichtspiele Schönstedt & Co“ bewirtschaftet. Nach einer vorübergehenden Schließung (1966) war Lothar Bellmann noch Inhaber, bis das Lichtspielhaus „dedy“ 1972 dem Kinosterben anheimfiel und in einen Supermarkt umgewandelt wurde. Das Gebäude blieb dadurch im Umriss vorhanden und hinter den Regalen verbargen sich die typisch klassischen Stuck- und Ornamentsäulen des Tanzsaals, wie sie in den ersten Jahrzehnten nach der Jahrhundertwende verbaut wurden und so zum ehemaligen Kinosaal gehörten. 2011 „kam der Abrissbagger und legte für einen Moment die Umrisse der ehemaligen Kinoleinwand wieder frei, bevor alles in sich zusammenstürzte und nur ein Schutthaufen übrig blieb.“ () |
| Deutsches Lichtspielhaus --- Kammerspiele Schmargendorf (Lage) | Schmargendorf Breite Straße 33     | 1926–1961 | Das Grundstück Breite Straße 33 zwischen Warnemünder und Kirchstraße liegt im historischen Ortskern (Nr.38: Dorfkirche) nördlich vom Städtischen Friedhof. Bis 1891 Dorfstraße, 1904 als Hauptstraße wurde sie am 13. April 1904 in Breite Straße benannt. Der Gastwirt Hermann Balz hatte 1893 für sein Ausflugslokal „Deutsches Haus“ (Nr. 34) im Vorort Berlins ein Saalgebäude (Nr. 33) erbaut. Nach der Art des Eintrags im Berliner Adressbuch war die Eröffnung eines Filmtheaters wohl ertragreicher. 1926 wurde im Gastsaal das „Deutsche Lichtspielhaus“ eingerichtet, wobei wie in anderen Restaurationen bereits. Im Kino-Adressbuch ist Hugo v. Scheven als Inhaber des Deutschen Lichtspielhauses (Breite Straße 33) mit 347 Plätzen und täglichen Vorstellungen angezeigt, gegründet 1926. Im Folgeband Februar 1929 wurde August Röder (Friedenau, Wilhelmstraße 23 Erdg.) der Inhaber. Ab 1929 als Kinobesitzer gab er die 5 m × 6 m große Bühne und 335 Besucherplätze an, er setzte vier bis sieben Kinomusiker zur akustischen Gestaltung der Filme ein. 1931 kam die Tonfilmeinrichtung von Klangfilm und eine Mechanische Musik hier ins Kino. Den Krieg überstand das Haus mit geringen Schäden und in Röders Kino wurde im britischen Sektor bereits 1946 wieder gespielt. Geschäftsführer ist zunächst Erwin Ross und ab 1950 Käte Handke. Es gibt 16 Wochenvorstellungen bei täglichem Spielbetrieb. Der Vorführapparat ist von Hahn-Goerz, der Verstärker von Klangfilm und eine Dia-Einrichtung ist vorhanden. Ab 1953 wird Helga Röder Besitzerin, ab 1955 führt Paul Homann das Lichtspielhaus. Die Bestuhlung sind nun Hochpolstersessel von Kamphöner, das Projektionsgerät eine Erko IV. Als 1959 Werner und Brigitta Meske (Postanschrift-Schöneberg Durlacher Straße 2) das Kino übernehmen, wird die Vorführung von Breitwandfilmen im Seitenverhältnis 1:2,35 nach dem CinemaScope Einkanallichtton-Verfahren und in SuperScope ermöglicht. Das Kino hatte noch bis 1961 Bestand. Haus und Kino wichen am 17. April 1961 für die Verbreiterung der Straße. Der alte Verlauf der Breiten Straße mit alten Gebäuden fiel der Begradigung und Verbreiterung für Neubauten zum Opfer. Die durch den leicht gewundenen Straßenlauf schlängelnde Straßenbahn-Linie 51 vom Roseneck zum Bahnhof Zoo wurde durch eine Buslinie ersetzt. Das bestehende Wohnhaus Nummer 33 ist seither nicht identisch mit dem vorigen Gast- und Kinohaus. |
| Germania --- Eden-Lichtspiele Belvedere (Lage)                 | Schmargendorf Ruhlaer Straße (1)   | 1929–1943 | An der Nordseite der Hundekehlestraße Ecke Ruhlaer Straße lag die Gartenwirtschaft Schützenhaus. Der Saal entlang der Ruhlaer Straße 1/2 mit dem Saaleingang von da wurde bereits als Volkstheater genutzt. Der Haupteingang befand sich an der Hundekehlestraße 20. 1929 wurde das „Belvedere – Filmbühne am Roseneck“ im ehemaligen Theatersaal eröffnet. Der Inhaber war zunächst der Kinounternehmer Leo Czutzka, der Kinos in Weißensee, Charlottenburg, Neukölln besaß. Nachdem 1930 Frau Frieda Müller das Lichtspieltheater mit 600 Plätzen übernommen hatte, erfolgte 1932 der Einbau der Tonfilmeinrichtung und die Umbenennung in „Eden-Lichtspiele“. Mit dem nächsten Inhaberwechsel im Jahr 1934 gab Paul Klein dem Kino den Namen „Germania-Lichtspiele“. Wohl ein dabei erfolgter Umbau führte zur Verringerung der Zuschauerkapazität auf 340 Plätze. Von ihm wurde im Kino-Adressbuch (Reichskino Adressbuch Band 13) als Jahr der Gründung 1933 aufgenommen. Bei den Luftangriffen 1943 wurde insbesondere der Saalbau schwer getroffen, während der Hauptbau an der Hundekehlestraße weniger zerstört wurde. Durch den kaputten Saal endete jedoch der Kinobetrieb. Sowohl auf der Kino-Adresse des Saalbaus, als auch entlang der Hundekehlestraße stehen dreigeschossige Nachkriegs-Wohnhäuser der 1950er Jahre. |
| Melodie am Roseneck (Lage)                                     | Schmargendorf Marienbader Straße 9 | 1956–1966 | Das Grundstück Marienbader Straße 9 war bei der Wiederherstellung der kriegsbedingten Schäden an den 1930er Bauten an der Ostseite der Marienbader Straße frei geblieben und konnte so für einen Kinoneubau genutzt werden. „Am 4. Oktober [1956], auf den Tag genau zehn Jahre, nachdem er sein provisorisches erstes Melodie-Filmtheater am Hohenzollerndamm in einem Büro-Haus eröffnet hatte, übergab Heinz Viehweg wenige Straßenecken weiter westlich, am Roseneck, ‚auf eigenem Grund und Boden‘, eine nagelneue Melodie seinem alten und neuen Stammpublikum. Diesmal blieb nicht, wie vor einem Jahrzehnt, als Werner Finck die Eröffnung konferierte, die ‚dritte Phase‘ des Stromes weg – Finck mußte damals eine Stunde lang improvisieren, um das Publikum bei der Stange zu halten – vielmehr konnte man sich planmäßig davon überzeugen, was für hervorragende technische und künstlerische Anlagen das neue Theater birgt. In viermonatiger Bauzeit hat Architekt Hans Bielenberg, der in fünf Jahren über 30 Kinos baute, ein geschmackvolles, gediegenes Haus geschaffen, in dessen Räumen man sich wohlfühlt. Akustikplatten an der Decke, hölzerne Paneele und grüne Stoffbespannung an den Wänden bürgen für gute Akustik. 6 mal 12 Meter misst die CinemaScope-Bildfläche. Auffallend, daß im Zuschauerraum auf indirekte Beleuchtung verzichtet wurde. Zwei Reihen Kronleuchter geben dem Raum einen intimen, festlichen Glanz. Die ‚Melodie‘ bietet 607 Zuschauern Platz. Die Bestuhlung lieferte Gustav Wegener, Berlin. UFA-Handel übernahm die technische Einrichtung.“ () Die Betreibergesellschaft war die „Heinz Viehweg KG. Filmtheaterbetriebe“ geführt von Heinz Viehweg. Die technische Ausstattung bestand aus der Vorführmaschine Ernemann IX (Lichtquelle: Becklicht), Verstärker Dominar und Lautsprecher von Zeiss Ikon und Dia-SC. Die Zuschauer sahen täglich drei Vorstellungen in Hochpolster-Kinosesseln. Es war die Wiedergabe von CinemaScope im Lichttonverfahren und im Ein- und Vierkanal-Magnettonverfahren, sowie im System Perspecta bei Breitwandformaten 1:2,35 und 1:2,55 möglich. 1960 kam die nun übliche Schwerhörigenanlage ins Melodie am Roseneck. Dennoch wurde auf Grund der allgemein ausbleibenden Zuschaueranzahl die finanzielle Basis geschwächt. 1966 (allekinos.com: nach 1967) wurde dieses Kino im Zuge der Zeit in einen Supermarkt verwandelt. In den 2000er/2010er Jahren nutzt in den äußerlich noch als Kino erkennbaren Flachbau ein Getränkemarkt. |
| Melodie-Lichtspiele (Lage)                                     | Schmargendorf Hohenzollerndamm 150 | 1946–1956 | Das Gebäude Hohenzollerndamm 144–153 wurde von Rudolf Klar 1937 als Neubau für die Wehrmacht (Kaserne und Sitz des Wehrkreiskommandos III) errichtet. Ab 1948 wurde der Gebäudekomplex zum Hauptsitz des Elektrokonzerns AEG. 1946 zog Heinz Viehweg mit den Melodie-Lichtspielen in geeignete Räume dieses Gebäudes an der Ecke zur Cunostraße ein. Der genutzte Kinosaal bot 351 Plätze für Zuschauer und es wurden täglich drei Vorstellungen gegeben. Inhaber des Kinos waren die „Heinz Viehweg KG Filmtheaterbetriebe“ deren Geschäfte von Heinz Viehweg geführt wurden. Es gab täglich drei Vorstellungen, zu denen noch Spät- und Matinee-Vorstellungen hinzu kamen. Die Ausstattung bestand aus zwei Ernemann II-Vorführapparaten für die Filmprojektion und eine Europa-Junior-Verstärker-Anlage für den Ton, sowie die Dia-Einrichtung. Für die Bühne von 3 m × 8 m × 4 m war die Theater- und die Opernkonzession vorhanden. Der Kinosaal wurde 1953 renoviert. Die Platzkapazität wurde leicht von 351 auf 360 erhöht. Als sich die Gelegenheit bot, zog 1956 Vieweg in den 1,5 Kilometer südlicher gelegenen neuen Kinozweckbau seines „Melodie am Roseneck“ um. Die Räume im denkmalgeschützten Gebäude wurden vom AEG-Unternehmen übernommen. Nach der Aufgabe des AEG-Unternehmenssitzes wird es seit 1996 von verschiedenen Firmen und Einrichtungen genutzt. |